# Metal (Kultur)

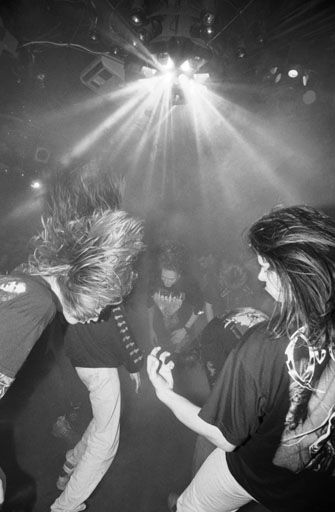
Innerhalb der Metal-Kultur ist die an Mode und Freizeitverhalten orientierte gegenseitige Zuschreibung der Authentizität als Anhänger der szenespezifischen Musik ein wesentlicher Aspekt der Vergemeinschaftung.

Als Metal, Metal-Szene, -Kultur, -Community oder -Gemeinschaft wird eine um den gleichnamigen Musikstil entstandene Szene bezeichnet. Aus der anfänglich jugendkulturellen Gemeinschaft entwickelte sich in der Geschichte des Metals als Musik und Szene in den späten 1980er-Jahren ein altersunabhängiges heterogenes soziales Netzwerk, dessen gemeinsame Bezugspunkte die Metal-Musik, die häufig den Urstil überhöhend als Heavy Metal benannt wird, und ihre fortwährend weiterentwickelten Substilrichtungen darstellen.
Die sich entlang der Beschäftigung mit der Musik konstituierende Metal-Szene gilt als eine Gemeinschaft, die sich über szeneinterne und Metal-spezifische Symbole, Modeelemente, Medien und Treffpunkte definiert und identifiziert. So ist die Beschäftigung mit der Musik der zentrale Aspekt der Vergemeinschaftung der Szene. Weitere vergemeinschaftende und damit identitätsstiftende Bezüge zu Themen wie Kunst, Weltanschauung oder Mode sind zumeist mit Verweisen auf Musik, Tonträger, Veranstaltungen, Liedtexte oder Interpreten versehen.
Zu den stereotypen modischen Erkennungszeichen, die so kommunikativ Gemeinsamkeit in der Gruppe erzeugen, gehören mit Bandnamen oder Albummotiven bedruckte Kleidungsstücke, insbesondere T-Shirts. Solche Band-Shirts sowie weitere Erkennungszeichen wie enge schwarze Lederkleidung, lange Haare, auf Aspekte des Metals verweisende Tätowierungen oder Kutten, mit Band- und Alben-Aufnähern versehene Jeanswesten sind zwar in der Szene verbreitet, jedoch nicht bei jedem Anhänger der Metal-Kultur anzutreffen.
Als bedeutsamster Aspekt der Akzeptanz innerhalb der Metal-Gemeinschaft gilt die individuell zugeschriebene Authentizität der soziokulturellen Identität als Szene-Anhänger. Die Authentizität des Einzelnen wird innerhalb der Szene am kulturellen Kapital, in Form von Wissen, Aktivität und Teilhabe in und um die Szene und die sie konstituierende Musik bemessen. Neben der Beschäftigung mit der Musik selbst und modischen Faktoren werden Aspekte der Freizeitgestaltung, wie das Besuchen von Konzerten und Festivals, in der Frage der Authentizität berücksichtigt. Des Weiteren dienen Glaubwürdigkeit und Kongruenz der präsentierten Identität der Verortung innerhalb der Szene. Dieser Anspruch an die Authentizität bedingt eine fortwährende Skepsis der Szene gegenüber internen Neuerungen, insbesondere in der Musik, die dennoch häufig binnen kurzer Zeit von der Szene assimiliert werden. Als weitere die Gemeinschaft bestimmende Wertvorstellungen, die stets auf das Verhältnis des Individuums zur Szene und zur Musik bezogen werden, gelten abstrakte Ideale wie Freiheit, Hingabe und Gemeinschaft.
Eine Differenzierung innerhalb der Szene ist zumeist über unterschiedliche musikalische Strömungen mit eigenen Veranstaltungen, Diskotheken, Medien und Modeelementen auszumachen. In Teilbereichen werden weitere Differenzierungen über weltanschauliche Aspekte, welche sich insbesondere an den Liedtexten der Interpreten orientieren, vorgenommen. Manche dieser unterschiedlichen kulturellen Strömungen stehen einander unvereinbar gegenüber und grenzen sich ausdrücklich voneinander ab.
Neben der Musik bieten konkrete inhaltliche Komplexe, welche sich in vielen Subströmungen wiederholen und zum inhaltlichen Szenekanon gezählt werden, als Themen der Metal-Szene zusätzliche Anknüpfungspunkte untereinander. So finden häufig Auseinandersetzungen mit der Figur des Teufels, literarischen Gattungen wie Fantasy, Science-Fiction und Horror, der nordischen Mythologie oder als negativ wahrgenommenen Emotionen wie Hass und Wut oder Angst, Grauen und Trauer statt. Einen eigenständigen Themenkomplex nimmt die Musik sowie das soziale Gut der Szene ein. Mit der Darstellung der Szene und Musik einher gehen idealisierte Beschreibungen von Partys, Sex und Drogen.

## Zentraler Gemeinschaftsaspekt
Als zentraler Gemeinschaftsaspekt der Szene, auf welchen sich alle Szenegänger hin ausgerichtet haben und der allen Anhängern gemein ist, gilt die Neigung zum musikalischen Spektrum des Metals. An diesem Narrativ orientieren sich die habitualisierten Gemeinsamkeiten der Szenegänger in Auftreten, Einstellung, Präferenzen und Handlungsweise. Die Metal-Gemeinschaft wird, an diesem persönlichen Interessenschwerpunkt orientiert, freiwillig durch den Einzelnen betreten. Die weitere Akkulturation, die Übernahme von Idealen, Themen und Vergemeinschaftungspraktiken der Szene steht derweil in stetiger Wechselwirkung zwischen dem Individuum, der Szene und der Musik. Dies kennzeichnet so die dauerhafte Identifikation des Einzelnen mit der Szene und die fortdauernde Akkulturation über das Medium der Musik. Dem Pädagogen Christoph Lücker zufolge stellt der Metal die Basis und den Rahmen „für eine kollektive Selbststilisierung der Szenegänger hinsichtlich alltäglicher Handlungsweisen, Attitüden, spezieller Wissensbestände über Symboliken, Kleidungsstile und Accessoires“ dar. Von weiteren Autoren wird das Genre als szenegenerierend, die Szene konstituierend und innerhalb der Szene identitätsstiftend betitelt.

## Sozialstruktur
Die Szene wird in kultur- und sozialwissenschaftlichen Abhandlungen als großes internationales und vermehrt männlich geprägtes Netzwerk mit ausgeprägter Altersdurchmischung sowie einem erhöhten Bildungsniveau umschrieben. Was die Szene vereine, so die Volkskundlerin Bettina Roccor, sei die „Liebe zur Musik. Was sie trennt, sind Alter, Geschlecht, ethnische Herkunft, sozialer Hintergrund und politische Überzeugung.“ Entsprechend gilt die Metal-Szene als globale Erscheinung, die „weltweit auf den gleichen Vorrat an inhaltlichen, visuellen und musikalischen Komponenten zurückgreift“, sich dabei jedoch nicht auf ein Milieu begrenzen lasse.
Der Erziehungswissenschaftler Werner Helsper mutmaßte bereits 1997, die Metal-Kultur sei in ihrer Entwicklung den „generellen Trends“ der 1980er- und 1990er-Jahre gefolgt. Die in der britischen und amerikanischen Arbeiterschaft entstandene Jugendkultur lasse sich nach einer „immer schnelleren Umschlagsgeschwindigkeit jugendlicher Kulturen, einer stärkeren medialen Durchdringung jugendlicher Stile, einer stärkeren Vermischung und milieuspezifischen Entbindung von Jugendkulturen und schließlich einer inneren Pluralisierung in einzelnen jugendkulturellen Stilen selbst“ keinem einzelnen Milieu mehr zuordnen. Insbesondere Analogien und Zuschreibungen hinsichtlich eines Zusammenhangs der sozialen Klasse und der Szene gelten seit dieser Zeit als hinfällig. Das häufig bemühte Stereotyp, Metal werde ausschließlich oder vornehmlich von weißen männlichen Jugendlichen der unteren sozialen Schichten rezipiert, wird so als mittlerweile widerlegt angesehen. Lediglich der Ursprung der Gemeinschaft wird in diesem Milieu verortet. Diese höchstens bis in die späten 1980er-Jahre geltenden Zuschreibungen hinsichtlich des soziokulturellen Hintergrunds wurden mit der Entwicklung der Szene zunehmend negiert. So konstatiert der Theologe Sebastian Berndt, dass die These von der weißen Arbeiterjugend als „widerlegt gelten“ müsse.

### Internationalität

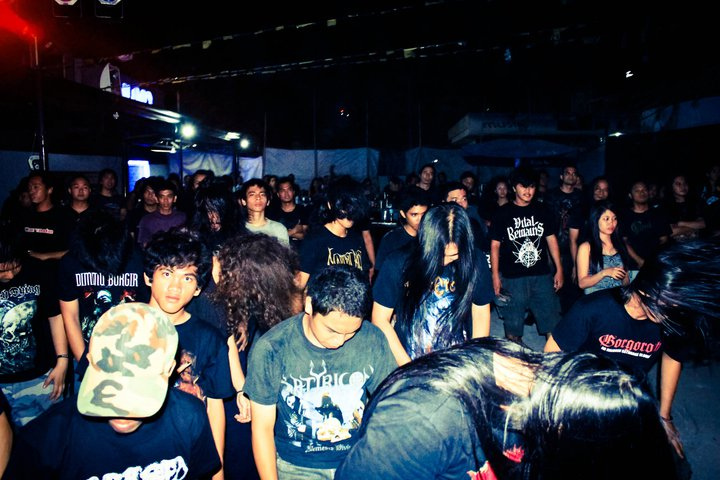
Gäste eines Metal-Konzertes in Cebu City auf den Philippinen

Roccor ging 1998 noch davon aus, dass die Verbreitung der Szene an den Grad der Industrialisierung gebunden sei. Der Erziehungswissenschaftler André Epp beschrieb Metal 2011 hingegen als „globales Phänomen, das zuerst in Großbritannien aufkam, sich über die USA, Europa und die restliche Welt verbreitete, aber […] die Länder der so genannten dritten Welt bzw. Schwellenländer ebenso durchdringt wie die ehemaligen Staaten des Ostblocks und auch vor der arabischen und islamischen Welt keinen Halt macht.“ So könnten keine „religiösen, ethischen, politischen oder nationalistischen Klassifikationen“ die globale Ausbreitung der Szene begrenzen.
Populäre Szeneausprägungen in Asien und Südamerika widersprechen dem Klischee einer vornehmlich weißen Subkultur. Einer oft angenommenen sozialen Homogenität der Szene, „die es im Heavy Metal spätestens seit Ende der 80er-Jahre […] nicht mehr gibt bzw. nicht mehr geben kann“, steht damit ein international heterogenes Geflecht aus regionalen Teilszenen und lokalen Peergroups gegenüber. Auf nationaler und kontinentaler Ebene wurden bis zum Jahr 2011 große Szenen in Europa, Japan, Brasilien, Russland, Australien und Nordamerika verortet. Kleinere nationale Szenen wurden hinzukommend in der MENA-Region, in Indonesien, Indien und Südamerika benannt. Die Medienwissenschaftler Rolf F. Nohr und Herbert Schwaab kommen über diese internationale Verbreitung der Szene zum Rückschluss, dass der Versuch, „Metal zu einem weißen, anglo-amerikanisch-europäischen Industrieprojekt zu erklären, […] die Innovationskraft und den Erfolg von beispielsweise Sepultura [ignoriert], […] zudem noch die enorme Kraft und Verbreitung von lokalen und regionalen Bands und Communitys quasi überall auf der Welt“ übersieht.
Mit unterschiedlichen Formen des Folk Metal und des Pagan Metal prägten diverse zumeist europäische Kulturräume eigene Ausprägungen der Metal-Szene, die sich musikalisch auf regionale Besonderheiten berufen. Den Industrienationen wird jedoch eine Vorreiterrolle in der Ausprägung nationaler Szenen zugesprochen.

### Szenegröße
Exakte Zahlen zur Größe einer nationalen oder internationalen Szene existieren nicht. In der wissenschaftlichen Literatur zur Metal-Kultur wird auf Annäherungs- und Schätzwerte verzichtet.
Lücker geht davon aus, dass aufgrund der Dynamik, der Pluralisierung und der Größe der Szene keine annähernd exakten Zahlen benannt werden können. Diese Einschätzung begründet sich in der freien Zugänglichkeit, der informellen Struktur und der Unschärfe von Szenen als juvenile Gemeinschaften. Aus diesen Eigenschaften resultierend können keine klaren Grenzen und daher keine Einschätzungen über eine Szene-Größe benannt werden. Einschätzungen können sich solchen Größenwerten höchstens vage annähern. Als Indikatoren für einen vagen Eindruck der Größe der Metal-Kultur können jedoch bestätigte Zahlen zu ihren Medien und Veranstaltungen herangezogen werden.
Das deutsche Wacken Open Air zählte, als größtes Metal-Festival Deutschlands, 2010 etwa 75.000 zahlende Besucher. Das Summer Breeze zählte etwa 30.000, das With Full Force etwa 25.000 und das Bang Your Head 22.000 Besucher. Die Besucherzahlen haben sich in den nachfolgenden Jahren zum Teil vergrößert. Das französische Hellfest verzeichnet bis zu 110.000, das österreichische Nova Rock und das belgische Graspop Metal Meeting verzeichnen circa 50.000 Besucher.
Die auflagenstärksten deutschsprachigen Metal-Magazine verfügen über eine monatliche Auflage von etwa 64.000 (Metal Hammer), 47.000 (Deaf Forever), 38.000 (Rock Hard) und 14.500 (Legacy) Exemplare. Das britische Kerrang! hat eine monatliche Auflage von 18.000, das amerikanische Magazin Revolver gar von 150.000 Exemplaren. Das deutschsprachige Online-Magazin Metal.de wird monatlich von 147.000 Besuchern aufgerufen.
Gemäß einer Studie aus dem Jahr 1997 hörten 12 % der deutschen Jugendlichen „sehr gerne“ Metal. Einer weiteren Studie zufolge verorteten sich im gleichen Jahr 3,1 % der deutschen Jugendlichen selbst als Teil der Metal-Szene. Im Jahr 2007 gaben 16,1 % der österreichischen Jugendlichen zwischen 15 und 18 Jahren an, dass Metal ihr Lieblings-Musikgenre sei.

### Altersstruktur
Eine von Roccor über Anzeigen im Magazin Rock Hard gestaltete Befragung aus dem Jahr 1998 wies auf einen Szeneeinstieg im frühen Jugendalter, zwischen 10 und 14 Jahren, hin. Die 121 befragten Metal-Anhänger waren zu einem Großteil zwischen 16 und 26 Jahre alt. Dabei legten die Befragten Wert auf eine altersunabhängige Zugehörigkeit zur Szene und ihrer Musik. Im Jahr 2007 war mit 80 % der überwiegende Teil der Rock-Hard-Leser in einem Alter zwischen 18 und 39 Jahren. Die meisten der vom Sachbuchautor Roland Hesse während Konzerten, Festivals und Metalmärkten bis zum Jahr 2013 befragten Personen waren mit 84 Personen in der Alterskolonne von 20 bis 29 Jahren auszumachen. Dem schloss sich mit 51 Befragten die Altersgruppe von 30 bis 39 Jahren an.
In der Konsequenz solcher Befragungen verweisen die Autoren darauf, dass die Metal-Szene nicht als ausschließliche Jugendkultur betrachtet werden könne. Der Einstieg in die Szene erfolge Autoren Roccor, Lücker oder Nohr und Schwaab zufolge zwar meist im Jugendalter, dabei sei eine langfristige über die Phase der Jugend hinausgehende Zugehörigkeit zur Metal-Szene üblich. Entsprechend sei die Begegnung von Jugendlichen und älteren Erwachsenen auf Konzerten und Festivals gängig.

### Geschlechterverhältnis

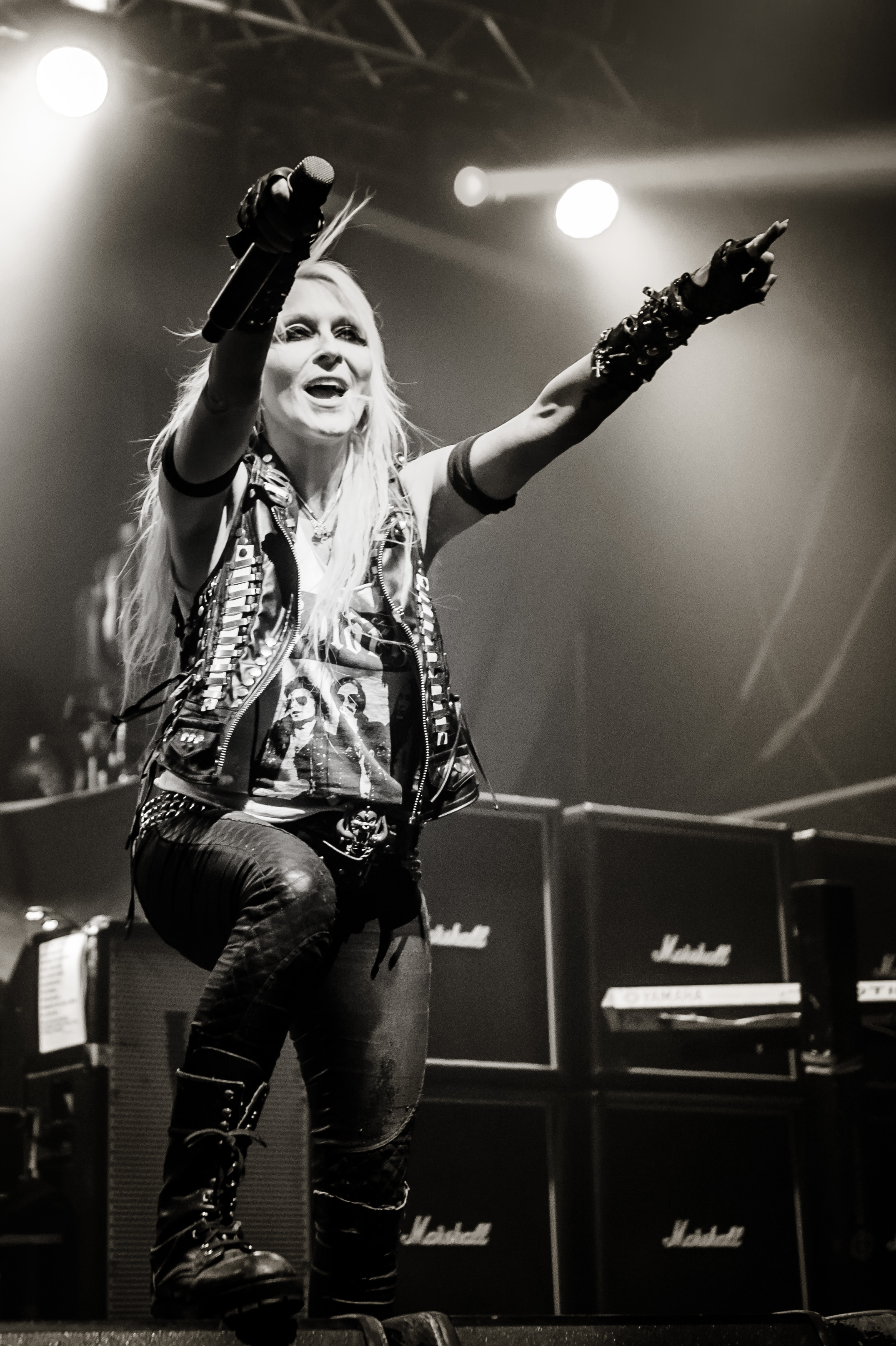
Weibliche Fans ebenso wie Musikerinnen wie Doro Pesch wurden, aufgrund ihres Geschlechts, in den 1980er-Jahren noch verstärkt marginalisiert bzw. auf das Geschlecht reduzierend als exotische Szeneakteure thematisiert

Die im Jahr 2007 erhobenen Daten der Rock-Hard-Leser ergaben eine mit 91 % überwiegend männliche Leserschaft. Hesse befragte im Verlauf des Jahres 2012 auf mehreren Veranstaltungen unterschiedliche Konzertbesucher. In dieser Befragung wurde erneut eine deutlich stärker ausgeprägte männliche Fankultur benannt. Unter 209 befragten Personen fanden sich lediglich 29 Frauen.
In Substilströmungen wie dem Gothic Metal, dem Symphonic Metal und dem Metalcore relativiert sich der andernorts quantitativ als gering eingeschätzte Frauenanteil etwas. Frauen greifen, gegenüber den vermehrt männlichen Anhängern des Power, Thrash, Death und Progressive Metals innerhalb der Metal-Szene, eher auf angrenzende Medien zurück, darunter – je nach bevorzugter Musik – Printmedien des Alternatives oder der Schwarzen Szene. Dadurch erfassen Erhebungen, die sich an den meisten Szene-Medien und an für Frauen eher unattraktiven Death-, Power- oder Thrash-Metal-Konzerten orientieren, den Frauenanteil nur begrenzt.
Frauen wurden in der Metal-Szene lange Zeit marginalisiert und als „exotische Randerscheinung“ separiert. Insbesondere beurteilte die Metal-Presse Frauen als Musikerinnen besonders kritisch. Infolge sei es immer wieder zu Abgrenzungstendenzen unter weiblichen Fans gekommen, die Frauen Trueness als Musikerin oder Fan zuschrieben oder sie als sexuell angezogene Groupies und Mitläuferinnen abwerteten. Der gleichen Langzeitstudie über die Heavy-Metal-Szene der 1980er-Jahre zufolge gab ein Viertel der befragten, engeren weiblichen Fans, die sich im Sinne eines Geusenworts selbst als Groupies bezeichneten, an, während dieser Zeit sexuell missbraucht oder vergewaltigt worden zu sein.
Die Darstellung und Wahrnehmung von Musikerinnen hat sich jedoch mit der anhaltenden Ausbreitung der Szene, der Zunahme von Musikerinnen sowie einer zunehmenden Liberalisierung in der westlichen Gesellschaft relativiert. Lücker geht davon aus, dass sich in Berichterstattungen zu Gruppen mit Musikerinnen der Hinweis auf das Geschlecht seit den 1980er- und frühen 1990er-Jahren weitestgehend relativiert habe. Mit dem Symphonic Metal entstand Mitte der 1990er-Jahre ein weiträumig akzeptierter Substil, der als von Frontfrauen dominiert gilt.

### Bildungsniveau
Seit 1998 weisen Studien auf ein gehobenes Bildungsniveau unter westlichen Hörern und Fans des Metals hin. Globale Studien liegen nicht vor.
Roccor schloss die Ergebnisse ihrer Befragung aus dem Jahr 1998 mit dem Verweis darauf, „daß die Vorstellung, man habe es bei Heavy-Metal-Fans ausschließlich mit männlichen Jungarbeitern und arbeitslosen Jugendlichen zu tun“, verfehlt sei. Der mit 86 % überwiegende Teil der 2007 befragten Rock-Hard-Leser verfügte über ein Abitur. Eine von dem Psychologen Stuart Cadwallader und dem Erziehungswissenschaftler Jim Campbell durchgeführte Studie zum Musikkonsum von Hochbegabten aus dem Jahr 2007 ergab, „dass ein großer Anteil an gut gebildeten, jungen Leuten diese Musik mag“.

### Politische Haltung
Viele Szene-Anhänger lehnen politische Instanzen ab. Helsper beschrieb dies als eine skeptische Haltung gegenüber Regierenden und politischen Parteien, welche Resultat sozialer Erfahrungen der Szene-Anhänger als „Reglementierung, Normierung und Kontrolle“ sei, neben die „vielfältige Gefühle der Unsicherheit hinsichtlich der Entwicklung von Natur, Gesellschaft, aber auch der eigenen Zukunft“ treten. Zu diesen Verunsicherungen kommt ein Gefühl „sozialer Ungerechtigkeit und Ungleichheit“ in der Gesellschaft, zu deren Leidtragenden sich die Szene-Anhänger häufig selbst rechnen. Diese Skepsis erstreckt sich auf eine ebensolche gegenüber mächtigen und besonders wohlhabenden Personen. Jenseits dieser Skepsis ist den Szene-Anhängern jedoch keine politische Überzeugung gemein. Vielmehr birgt die Ablehnung von wirtschaftlichen oder politischen Eliten Anknüpfungspunkte für eine Vielzahl politischer Strömungen, so dass die politischen Überzeugungen innerhalb der Szene stark variieren – eine politische Offenheit, die, kombiniert mit der Ablehnung von Obrigkeit und Intellektualität, als Anschlussfähigkeit für den Rechtsextremismus von Autoren wie Michael Weiss oder Martin Büsser kritisiert wurde.
Nach Berndt ist Metal „nicht einfach ‚links‘ oder ‚rechts‘.“ Tatsächlich sei eine politische Ausrichtung, welche die Musik dominiere, „hinderlich.“ Die Musik selbst müsse „als guter Metal akzeptiert werden“, dann könnten eingebrachte politische Inhalte als legitim beurteilt werden. Indes wird Dogmatismus von der Mehrheit der Szene abgelehnt, wodurch Interpreten mit konkreten politischen Inhalten vornehmlich in separierten Subszenen anzutreffen sind. Die Verbreitung einer politischen Botschaft als Bandkonzept hingegen, unter welchem die Musik zum Vehikel der Botschaft werde, „wird größtenteils abgelehnt.“ Dem Literaturwissenschaftler Frank Schäfer zufolge ist die Beschäftigung mit den Liedtexten in der Szene jedoch meist von nachrangiger Bedeutung. Transportierte Inhalte können gar den eigenen Überzeugungen konträr gegenüberstehen, ohne dabei den Zuspruch für die Musik zu beeinträchtigen.

## Ideale
Autoren wie Helsper, Roccor oder Lücker, die Gesamtdarstellungen der Szene präsentieren, ebenso wie Artikel des von Nohr und Schwaab herausgegebenen Sammelwerkes Metal Matters umrissen entlang der Beschäftigung und Identifikation mit der Musik abstrakte Wertvorstellungen, die an die Musik und die Gemeinschaft geknüpft werden. Insbesondere ethische Ideale werden demnach implizierend auf die gesamte Szene angewandt und als wesentliche Aspekte der gegenseitigen Zugehörigkeit begriffen. Als derartige, die Gemeinschaft bestimmende Werte gelten zumeist Freiheit, Authentizität, Hingabe und Gemeinschaft. Vor dem Hintergrund dieser Werte und dem statistischen Übergewicht männlicher Szenegänger wird von manchen Autoren auf die Auseinandersetzung mit dem Begriff der Männlichkeit als weiteres gewichtiges, jedoch eher latent mitschwingendes Szeneideal verwiesen. Hinzukommend werden Individualismus und Körpererfahrung als szenebestimmende Aspekte benannt. Die ritualisierten Gemeinschafts- und Körpererfahrungen der Szene werden von einigen Autoren mit religiösen Erfahrungsräumen gleichgesetzt.

„Das Idealbild, das die Szene über sich und für sich entwirft, zeigt eine verschworene Gemeinschaft archaisch ‚harter‘ Männer und Frauen, die keine Furcht vor nichts und niemandem kennen, jeder häßlichen Wahrheit ins Gesicht sehen und sich keiner Autorität unterordnen – kernige Typen, die ihre eindeutigen Gefühle in kompromißlosen Worten ausdrücken und ihrer Welt damit eine Überschaubarkeit wiedergeben, die diesseits aller Visionen nicht mehr zu finden ist.“

Obschon sich viele der Ideale in allen Teilbereichen der Gemeinschaft in unterschiedlichen Gewichtungen ausmachen lassen, ist die Metal-Szene, wie andere Szenen auch, in ihrem ideologischen und thematischen Spektrum variabel und die benannten Eckpunkte gelten nur selten als absolut und ebenso selten als exklusiv.

### Freiheit und Individualismus

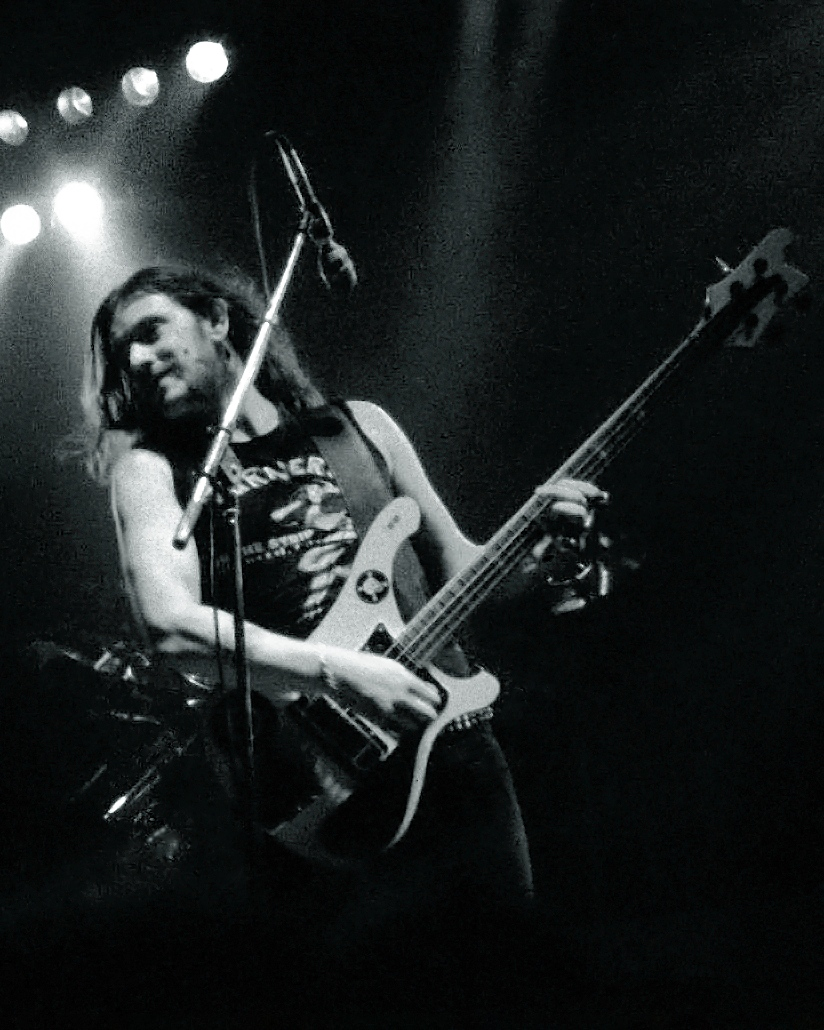
Lemmy Kilmister von Motörhead zählt zu den bedeutendsten Identifikationsfiguren für das Ideal der Metal-Szene eines gelebten exaltierten Rock-’n’-Roll-Lifestyles

Der Freiheitsbegriff steht in der Metal-Szene nur selten in einem politischen Kontext. Vielmehr wird der Terminus im Sinn eines als individualistisch empfundenen Lebensstils gebraucht. Der Kunstwissenschaftler Jörg Scheller verweist hierzu auf einen in der Metal-Szene gepflegten exaltierten „Rock ’n’ Roll Lifestyle“, der ohne Hang zum Aktivismus und ohne gemeinsame politische Agenda ausgelebt werde. Nach Scheller ist die Freiheit in der Metal-Szene durch eine Ästhetisierung der Kulturkritik geprägt. So sei Metal selbst ein Instrument der Abgrenzung und Distanzschaffung gegenüber der Außenwelt. Die Freiheit, Metal-Anhänger zu sein, sei für den jeweiligen Szenegänger Ausdruck der persönlichen Freiheit, des Individualismus und des eigenen Nonkonformismus, ohne sich damit ideologisch zu positionieren. Politischer Dogmatismus wird jenseits der ideologisch geprägten Randbereiche der Szene abgelehnt. Vielmehr werden Forderungen nach gelebtem Individualismus, Absagen an Autoritäten und Aufrufe zur Selbstbestimmung genreübergreifend formuliert.
In autoritäreren Staaten wurde und wird der Freiheitsbegriff im Metal hingegen in einen oppositionellen Kontext gestellt. Einige Metal-Bands, die in solchen Staaten beheimatet sind, präsentierten systemkritische Texte. In anderen Staaten, insbesondere in der MENA-Region, stehen Metal-Anhänger aufgrund ihrer Äußerlichkeit in Opposition zu den vorherrschenden Verhältnissen und werden von Zensur und Repression bedroht. Dadurch wird die dortige Zugehörigkeit zur Metal-Szene als ein Ausdruck zivilen Ungehorsams gewertet.

### Authentizität
In ebenfalls alltagsweltlicher Weise wird der Terminus Authentizität auf die wahrgenommene Echtheit einer Band oder einer Person angewandt. Die unterscheidende Verleihung der Authentizität vollzieht sich dabei ausschließlich innerhalb der Szene. Eng an den Begriff der Authentizität geknüpft sieht Helsper eine auf den Metal angewandte Erwartung der Verlässlichkeit. Bezogen auf die Musik wird hierbei von Anhängern der Szene auf einen handwerklichen, direkten und ungekünstelten Charakter verwiesen. Von gewichtiger Bedeutung erscheint vielen Anhängern die zugeschriebene Intention der Musiker, Metal zu spielen. So wird eine partielle Verweigerung der Mainstream-Anpassung betont. Diese basiert auf der Annahme, die Musiker würden Metal „nicht als Produkt erstellen, sondern als kreative Ausdrucksmöglichkeit erachten und Musik zunächst weniger als Beruf denn als Berufung und Leidenschaft ansehen.“
Ebenso wird der Anspruch gelebter Authentizität auf alle Personen der Metal-Kultur übertragen. Analog zum Verständnis von Freiheit innerhalb der Szene wird Authentizität hierbei zurückverweisend auf das Ideal am Szene-Anhänger selbst festgemacht. Die angemahnte Echtheit, bei welcher szeneintern mitunter ironisierend von Trueness gesprochen wird, misst sich demnach einerseits an fundierten Kenntnissen um das in Musik, Alben, Bands und Szene enthaltene subkulturelle Kapital der Szene, andererseits an der Bereitschaft, die eigene Szenezugehörigkeit gegenüber Außenstehenden zu repräsentieren.

„Angesichts der Auflösung fester Identitäten und Selbstentwürfe, der Aufweichung tradierter Orientierungen und Werte, wird hier eine Beharrungskraft des Selbst im Heavy Metal behauptet: Gegenüber allen Veränderungen, Modetrends, äußeren Zwängen bleibt man sich im Heavy Metal treu – in die schwankenden Bretter der Welt wird der Mast der Heavy Metal-Identität gesetzt.“

### Hingabe
Schlagwörter wie Hingabe und Leidenschaft werden in der Szene als Teil der authentischen Fremd- und Selbstverortung gewertet. So wird die am Metal in seiner Gesamtheit aus Szene und Musik orientierte Selbstinszenierung und die anhaltende Beschäftigung mit dem subkulturellen Kapital, inklusive des kommunikativen Austauschs unter Gleichgesinnten, als Ausdruck der persönlichen Hingabe bewertet. Lücker sieht in diesem Szenewert einen Ursprung beständiger Verkaufszahlen von Tonträgern. So sei die Bereitschaft, finanzielle Mittel für Tonträger inklusive ihrer Gestaltung aufzuwenden, im Metal größer als in vergleichbaren Szenen. Dabei sei ebenso die emotionale Verbundenheit und Gemeinschaft von Künstlern und Hörern wirksam. Das implizierte Verhältnis zwischen den Akteuren und den Szene-Anhängern begründe demnach eine symbolische Opferbereitschaft gegenüber der Musik, die nicht zuletzt durch den Kauf von Produkten sowie den Besuch von Konzerten und Festivals zum Ausdruck kommt. Damit einher geht die parallele Erwartungshaltung an die Hingabe der Interpreten. Deren „Einsatz und Passion zählen mehr als der äußerliche Schein“.

### Gemeinschaft

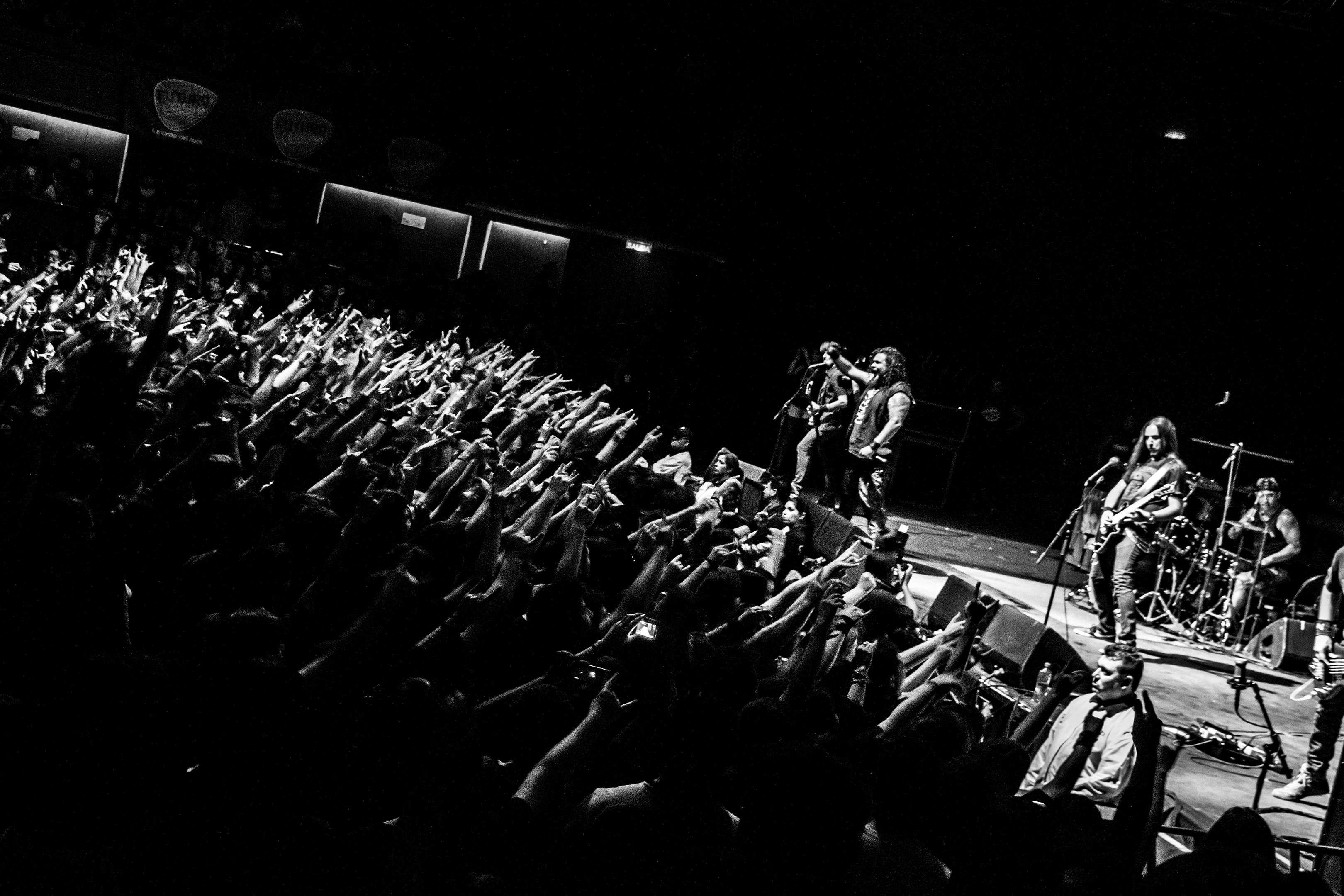
Im Zusammenspiel von Band und Publikum entsteht eine gemeinsame Vorstellungswelt

Die in der Szene vorherrschenden Vorstellungen von Freiheit und Authentizität bedingen ein intensives Empfinden von Zugehörigkeit und Gemeinschaft. Helsper sowie Berndt verweisen auf einen religiös anmutenden Aspekt der während Konzerten und Festivals stattfindenden Gemeinschaftserlebnisse.

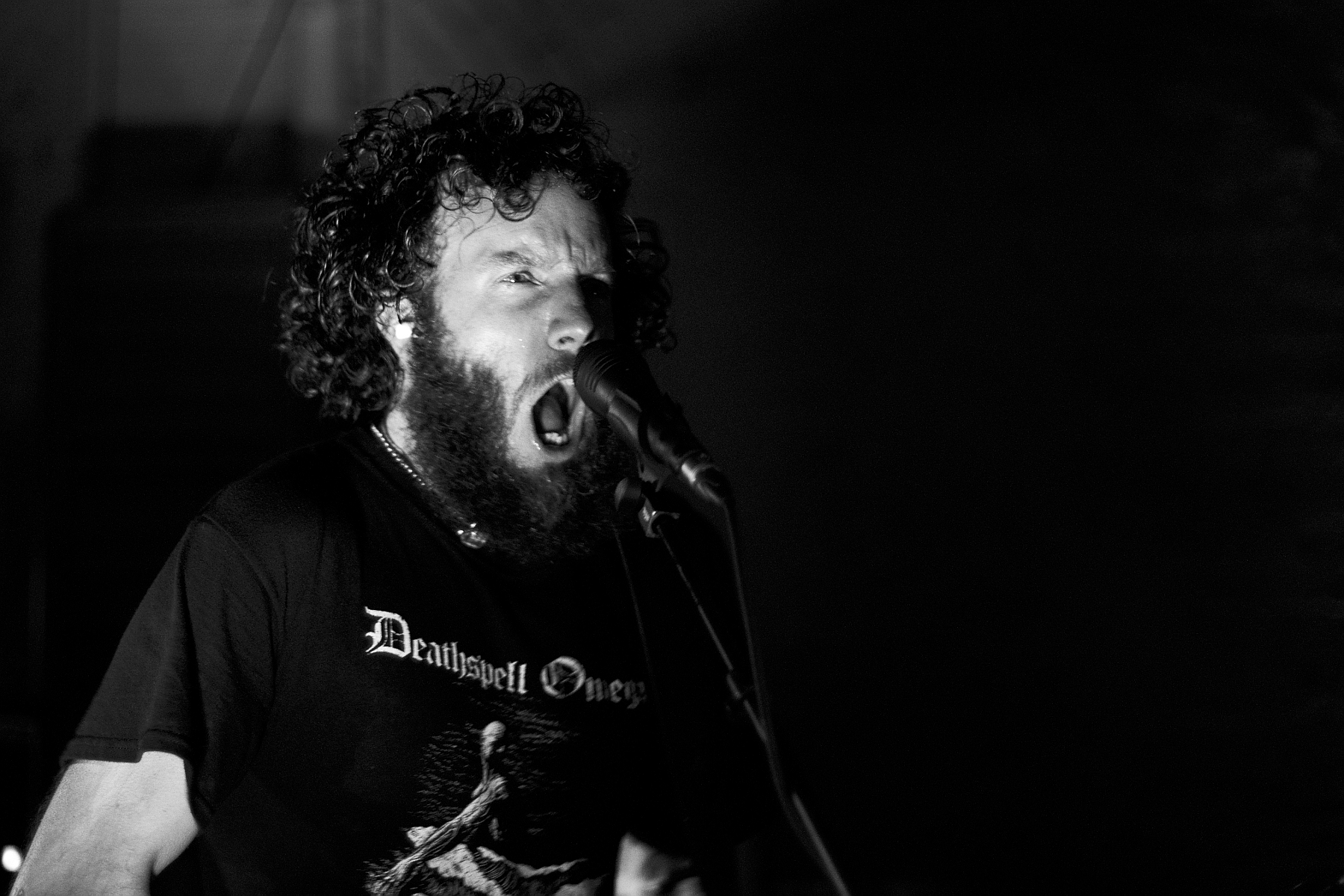
Musiker wie Aaron Turner, hier live mit Isis 2009, verweisen mit auf der Bühne getragenen Band-Shirts, hier Deathspell Omega, auf das eigene Fan-Sein

Die emotionale Bindung des Fans an den Künstler findet in einem wechselseitigen Fan-Star-Verhältnis Bestätigung. Die Identifikation des Fans mit der Szene findet in dem als Szenerepräsentant und Szene-Anhänger wahrgenommenen Akteur eine Projektionsfläche, welche die Szene als barrierefreie Solidargemeinschaft erscheinen lässt. Lücker beschreibt den Kauf von Merchandise-Artikeln der Szene-Anhänger als Ausdruck der Solidarität, mit welcher die Musik-Fans ihre Stars bewusst unterstützen.
In der psychoanalytischen Deutung des Fan-Forschers Matt Hills wird darauf verwiesen, dass das Zusammenspiel von Szene-Akteuren und -Anhängern als „Imagination und Gemeinschaft“ dazu beiträgt, eine solche Vorstellungswelt gemeinsam aufrechtzuerhalten. In dieser Gemeinschaft würden Authentizität, Freiheit sowie das Extreme „als Werte, die im Alltag als unterdrückt oder verstümmelt empfunden, in ihrer revolutionären Bedeutung erkannt und gelebt werden.“ So führt die Identifikation mit der Szene, ihren Idealen und den lyrischen, musikalischen und kulturellen Aspekten während Szeneveranstaltungen zum religiös anmutenden Erlebnis einer das Individuum bestätigenden kollektiven Gemeinschaft. Der von der Szene programmatisch beschworene Individualismus, der durch die Szenezugehörigkeit seinen Ausdruck findet, steht hierbei in einer direkten Wechselwirkung mit seiner Identifikation mit der Szene. In der Gemeinschaft können die Anhänger der Szene, der Historikerin Tomislava Kosic zufolge, stärkende, bestätigende und reinigende Erfahrungen machen. Ähnlich wertet Helsper das Erleben von Metal-Konzerten als extreme „Formen des Selbsterlebens“, in welchen insbesondere Jugendliche eine Gemeinschaftserfahrung machen. Hierbei stünde die „jugendlich-ekstatisch-extreme Gemeinschaft gegen soziale Hierachie [sic!] und Reglementierung.“

### Männlichkeit
Bezugnahmen auf Männlichkeit und Geschlechterstereotype finden in gebrochener sowie in heteronormativer Form statt und werden in unterschiedlichen Subszene häufig neu besetzt. Entsprechend wird in wissenschaftlichen Arbeiten zur Szene nicht Männlichkeit, sondern die Auseinandersetzung mit dem Begriff der Männlichkeit als ein stetig mitschwingendes Ideal der Szene betrachtet. Dabei wird der Männlichkeitsbegriff in der Szene vielschichtig besetzt und verhandelt.
Die Kulturanthropologin Amber R. Clifford-Napoleone bezeichnet die Metal-Szene und ihre Vergemeinschaftungsorte als offenen heterotopischen und „transitorischen Raum“, in welchem es möglich sei, stereotype Rollenmuster aufzubrechen. So sei das visuelle und intertextuelle Spiel mit Androgynie, Erwartungen, Schockwirkungen und Identitäten ein wesentlicher Bestandteil der Metal-Kultur. Demgegenüber wird Teilen der Metal-Szene eine patriarchale und heteronormative Inszenierung von Männlichkeit nachgesagt. Dabei würden Stereotype von muskulösen, einsamen und kriegerischen Helden in einigen Subgenren, insbesondere im True Metal, als idealisierender Rückgriff auf die Vormoderne aufgegriffen. Hierbei würden „Weiblichkeit sowie marginalisierte und untergeordnete Formen von Männlichkeit diskriminiert“, und auf der Basis von Begriffen wie Ruhm, Ehre und Stolz werde eine männerbündische Solidarisierung gegen eine „harte Außenwelt“ beschworen. Die in manchen Substilen präsenten Muster werden so in anderen Spielarten des Metals gebrochen. Die Soziologin Deena Weinstein differenziert so zwischen der exklusiv maskulin inszenierten Männlichkeit des Thrash-, Death- und Black-Metals, der romantisch inszenierten Männlichkeit des Gothic Metal und der verletzlichen Männlichkeit des Nu Metals.
Den Kunstpädagogen Jan Grünwald und Birgit Richard zufolge ist das im Black Metal gepflegte archaische und einzelgängerische Männerbild des wilden Zerstörers und Kriegers bewusst extrem künstlich und gerade im Rahmen der Fankultur von überhöhter Selbstironie geprägt. Im Zuge der teils hypermaskulinen, teils gebrochen maskulinen Selbstinszenierungen untersuchte Clifford-Napoleone 2015 die Bedeutung von LGBT im Metal und den damit einhergehenden ästhetischen Einfluss der LGBT-Community auf die Metal-Szene. Ebenso benennt sie die Metal-Szene als potentielle Chance jugendlicher LGBT-Anhänger, im Kontext der Szene stereotype Rollenmuster und Männlichkeitsbilder aufzubrechen. Susanne Sackl-Sharif, die ebenfalls 2015 die visuelle Aufarbeitung von Genderkonzepten im Metal untersuchte, weist ergänzend darauf hin, dass die Vorstellung von Männlichkeit im Metal nicht auf die geschlechtliche Identität begrenzt ist und in einem abstrakten übertragenen Sinn verstanden werden kann. Demnach können sich „Metalfans unabhängig von ihrem Geschlecht mit Männlichkeit und Power im Metal identifizieren“. Aspekte wie Stärke und Freiheit sind Facetten des oft hypermaskulin geprägten Verständnisses von Männlichkeit in der Szene. Als Ideal kann dieses Verständnis in der Szene jedoch geschlechtsunabhängig besetzt sein.

### Körperlichkeit
Die Auseinandersetzung mit der szenebestimmenden Musik wird als körperlich-sinnliche Erfahrung charakterisiert, welche als für die Szene von immanenter Bedeutung gilt. So wird betont, dass die Metal-Szene sinnliche Erfahrungswerte aus der Musik und den szeneeigenen Ritualen zieht. Helsper sieht in dieser Körperlichkeit eine exzessive jugendliche Selbstfindung und gleichzeitig jugendlich-adoleszente Abgrenzung zur vorausgegangenen Generation und der gesellschaftlichen Erwartungshaltung an den Einzelnen. Nach Sackl-Sharif ist die Metal-Musik Ausdruck eines körperlichen Erregungszustandes, der über seinen hohen Grad an Verzerrung und Intensität, sein Tempo und seine Lautstärke wiederum erregend auf den Hörer wirkt. In den religiösen Deutungen des Metals, insbesondere jenen, die Konzerte und Festivals als kultische Ereignisse werten, kommt der ekstatischen Körperlichkeit ein sinnstiftender und Gemeinschaft erzeugender Charakter zu.

„[Metal] stiftet jenen Zusammenhang in einer Inszenierung, die den jugendlichen Narzißmus entfesselt, in Musik und Symbolik an Vorstellungen von Größe und Omnipotenz appeliert, an das ›Feuer der Jugend‹, an Ekstase im Gegensatz zur Askese und damit Aufruhr und Aufstand des Jugendlichen anspricht.“

## Thematische Schwerpunkte
Als thematische Schwerpunkte der Szene werden in Szenedarstellungen einige inhaltliche Komplexe benannt, welche sich in vielen Subströmungen wiederfinden. Diese werden über lyrische und gestalterische Elemente in der Szene propagiert, von Fans aufgegriffen und rezipiert und dienen als weitere szeneinterne Anknüpfungspunkte untereinander. Die meisten dieser Kerntopoi finden sich in den Gestaltungen von Tonträgern, Werbungen, Bühneninszenierungen, Musikvideos und Liedtexten unterschiedlicher Szeneakteure sowie in den häufig auf solche Elemente rekurrierende Textilien und Aufnäher. Diese werden wiederum von Anhängern der Szene im Sinn einer Selbstverortung, der Präsentation der Zugehörigkeit sowie des Wissens um das subkulturelle Kapital getragen. Szeneinterne Diskussionen zu den unterschiedlichen Themenschwerpunkten, wie zu entsprechender Literatur, Spielen und Filmen sind rückverweisend auf die Musik Bestandteil der regulären Kommunikation innerhalb der Szene und dienen als ergänzende der Selbst- und Fremdverortung im Szenespektrum.
Als diese, die Vergemeinschaftungspraxis der Szene mitbestimmenden, thematischen Schwerpunkte gelten Auseinandersetzungen mit der Figur des Teufels, inklusive diverser Formen des Okkultismus, literarischen Gattungen wie Fantasy und Horror, der Vormoderne oder als negativ wahrgenommenen Emotionen wie Hass und Wut oder Angst, Grauen und Trauer. Den negativ wahrgenommenen Emotionen stehen besonders die von Roccor, in Anlehnung an Weinstein, als dionysisch genannten Themen Sexualität, Alkohol- und sonstiger Drogenkonsum sowie Partybeschreibungen gegenüber. Nicht zuletzt stellen anhaltende kulturelle Selbstverweise einen gewichtigen Themenkomplex der Szene dar. So bilden der Metal, die von der Szene getragenen Ideale sowie die kulturelle Gemeinschaft in der Szene einen eigenen Themenkomplex von hoher Bedeutung. Dabei kann eine solche Auflistung weder als exklusiv noch als absolut betrachtet werden. Weitere Themen können bei einzelnen Interpreten, Stilrichtungen, Peers oder Szene-Subströmungen von immanenter Bedeutung sein, während sich kaum eine Szeneströmung oder Stilrichtung allen Themen widmet.

## Entwicklung der Metal-Szene
Die Geschichte der Metal-Szene ist geprägt von der stetigen Neuverhandlung und Neubesetzung des Begriffes Metal und des differierenden Verständnisses der entsprechenden Musik. Entlang des Diskurses um die Authentizität neuer Ausprägungen wurde die Zugehörigkeit entsprechender Fans zu einer gemeinsamen Szene anhaltend in Frage gestellt und diskursiv erschlossen. Insbesondere entlang dieser Fragestellung entstanden manche der Strömungen als Abgrenzung zu temporär populären Entwicklungen im Metal. So ist die Black-Metal-Szene im Kontrast zum Death Metal und der True Metal im Kontrast zu Crossover- und Alternative-Derivaten entstanden.
Ausgehend von mitunter regional geprägten Entwicklungen der Szene entstanden seit den 1980er-Jahren stetig neue Spielweisen, die häufig eigene Subszenen ausbildeten und so weitere Entwicklungen forcierten. Seither werden entlang dieser Entwicklungen Definitionen des gesamten Spektrum der Musik, der vollständigen Szene sowie der Subszenen und ihre präferierten Musikstile aus der Szene heraus und in der Forschung zur Szene fortwährend verhandelt.

„Welche Subfelder zum Metal gerechnet werden und welche nicht, ist ebenso je nach Standpunkt unterschiedlich wie das Zuordnen einzelner Bands zu einem Subfeld.“

Viele neu entstandene Strömungen brachten modische Aspekte anderer Subkulturkreise in die Szene ein oder generierten aus anderen Bezügen neue. Diese wurden meist zeitversetzt durch die Szene assimiliert. Häufig wurden mit dem Aufkommen neuer Subströmungen ältere, zuvor in Frage gestellte Strömungen von der Szene akzeptiert. So erfuhr der Glam Metal durch den Erfolg des Grunge Akzeptanz in der Metal-Szene. Andere Strömungen wie der Thrash Metal wurden nach kurzem Widerstand als Szeneaspekt angenommen. Das entstandene kulturelle Feld des Metals entwickelte eine Vielzahl an Gemeinschaft erzeugenden Symbolen, Zeichen und Ritualen, welche mit den Werten der Szene oder ihrer Subszenen aufgeladen sind und somit den Wertekatalog der Szene repräsentieren.
Viele der Subströmungen entstanden parallel zueinander und entwickelten sich gelegentlich unabhängig voneinander separat weiter, woraus eine immense Fülle an Stilrichtungen mit eigenen Betitelungen und zum Teil eigenen Fankreisen unter dem Begriff Metal subsumiert wird. Hinzukommend entstanden Musikrichtungen und die sich auf diese berufenden Szeneströmungen häufig zeitversetzt zueinander, weshalb eine geradlinige Kontinuität der Szene-Historie nicht nachzuzeichnen ist.

## Vergemeinschaftungspraxis
Gemeinsamkeit innerhalb der Metal-Szene wird über Codes und Symbole erzeugt, die aus der Szene generiert werden. Insbesondere mit Bandnamen oder Albummotiven bedruckte Kleidungsstücke dienen der Selbstverortung in der Szene, der Präsentation der Zugehörigkeit sowie des Wissens um das subkulturelle Kapital. Die Gemeinsamkeit wird dabei vornehmlich an heterotopischen Gesellungsräumen der Szene wie auf Konzert- und Festivalgeländen, in Diskotheken und Szene-Kneipen erzeugt. Konzerte und Festivals weisen spezifische Rituale auf, welche die Vergemeinschaftung innerhalb des begrenzten Raumes unterstützten. Austausch findet auch auf den Leserbriefseiten bekannter Print-Magazine statt. Als virtuelle Gesellungsorte der Szene haben sich spezialisierte Internetforen etabliert. Außerdem haben sich Gruppen in sozialen Netzwerken und auf Videoportalen zusammengeschlossen.
Die Szene ist dabei weder musikalisch noch modisch als homogene Gruppe zu verstehen. Sie gliedert sich in unterschiedliche Strömungen, die sich zum Teil in ihren musikalischen Vorstellungen diametral gegenüberstehen. Die musikalischen Vorlieben der unterschiedlichen Strömungen innerhalb der Szene werden mitunter durch eigenständige Moden verdeutlicht sowie durch spezifische, auf die jeweilige Subströmung zugeschnittene Treffpunkte und Veranstaltungen gepflegt.

### TruenessundMetal sein
In der Metal-Anhängerschaft besteht eine Trennung zwischen den Anhängern, die lediglich die Musik hören, und den Personen, die sich darüber hinaus als Szenegänger identifizieren. Diese Trennung begründet sich mitunter in der Ermangelung einer gemeinsamen Ideologie, welche es ermöglicht, die Musik zu hören, ohne mit der Kultur zumindest zu sympathisieren. Dem Historiker Tobias Winnerling zufolge lässt sich zwar kein Szene-Anhänger sinnvoll nachvollziehbar konzipieren, der die Musik nicht hört, jedoch sei es schlüssig, dass Menschen sich der Musik verbunden fühlen, ohne „darüber hinausgehende Identifikation mit der Figuration“ der Szene und ohne Übernahme jedweder Szenecodes aufzubauen. Diese Identifikation und die Internalisierung der Codes gelten indes als notwendig, um einen umfassenden Zugang zur Szene zu erhalten. Das vergemeinschaftende Erscheinungsbild, die ritualisierten Verhaltensmuster und die hierzu genutzten ästhetischen und musikalischen Stilmittel bilden jene Codes, welche die Szene formal prägen. In ihrer Gesamtheit schaffen diese Codes somit eine Abgrenzung zur Außenwelt und eine Identifizierbarkeit der Szene-Innenwelt.
Als wesentliche Faktoren der Identifikation innerhalb der Szene werden die Konformität mit dem Code, das Wissen um das präsentierte subkulturelle Kapital und die Konstruktion von Authentizität in der Präsentation betrachtet. Bemessen wird die Konformität des Einzelnen in Form von Wissen, Aktivität und Teilhabe in und um die Szene und die sie konstituierende Musik, wofür auch die Beschreibung ‚Metal sein‘ steht. Neben der Beschäftigung mit der Musik selbst und modischen Faktoren werden so Aspekte der Freizeitgestaltung wie das Besuchen von Konzerten, Festivals und Clubs in der Frage der Authentizität berücksichtigt, ebenso die Bereitschaft des finanziellen Aufwands zum Erwerb von Musik (zumeist in Form von Tonträgern, Konzertkarten und ähnlichem). Des Weiteren dienen Glaubwürdigkeit und Kongruenz der präsentierten Identität der Verortung innerhalb der Szene. Die Akzeptanz innerhalb der Metal-Gemeinschaft basiert daher auf der individuell zugeschriebenen Authentizität der präsentierten soziokulturellen Identität als Szene-Anhänger, mitunter als ‚Trueness‘ bezeichnet. Trueness und Metal sein gelten somit als Begriffe der Authentizität und Kongruenz innerhalb der Szene.
Zugehörigkeit zur Szene wird in den diversen Gesellungsräumen des Szene stetig aufs Neue verhandelt. Da sich die Codes fortwährend weiterentwickeln und in den Teilströmungen unterscheiden, können solche, die zu einem spezifischen Zeitpunkt an einem konkreten Ort gültig sind, in einem variierten Umfeld unzureichend sein.

### Erscheinungsbild

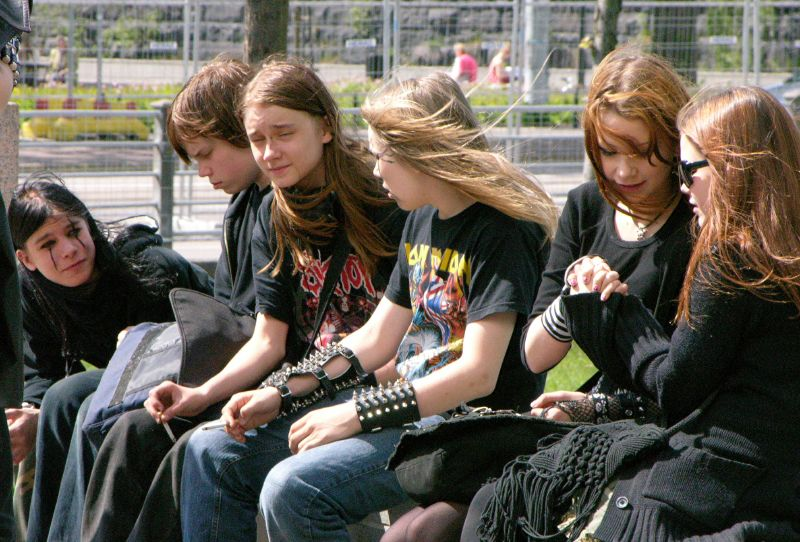
Szene-Anhänger können Kleidungsstücke wie Band-Shirts als Ausdruck des Szene-Wissens, schriftbildliches Ereignisprotokoll der Fan-Biografie und Symbol der Szene-Zugehörigkeit nutzen. Als ebensolche Symbole können weitere habitualisierte Erscheinungsmerkmale wie lange Haare oder Nietenarmbänder fungieren.

Über die Jahrzehnte der Existenz der Metal-Szene hat sich ein Ästhetikbewusstsein entwickelt, welche das Erscheinungsbild prägt. Roccor beschreibt die szenetypische Kleidung als „Ergebnis einer sich über Jahre hinziehenden Bricolage.“ Die Ursprünge dieses Stils lagen in den sozial schlecht situierten Milieus, die ihre Zuneigung zu Vertretern des Hard Rock in den 1960er- und 1970er-Jahren präsentierten, indem sie Bandnamen mit Filzstiften auf T-Shirts und Jeansjacken schrieben. Diese selbst gefertigte Referenz-Kleidung ging im Verlauf der 1970er-Jahre in T-Shirts mit Aufdrucken, Buttons und Bügelstoffbilder über.
Erst mit dem Erfolg der NWoBHM „entstand ein eigener Markt für Heavy-Metal-spezifische Kleidung und Accessoires.“ Der in den 1980er-Jahren entstandene Ur-Stil entwickelte sich stetig weiter, weshalb es eine Vielzahl an Subströmungen und Mischformen innerhalb der Szene gibt, welche auf die musikalischen Vorlieben der Person zurückverweisen. Ein zentraler Typus des Metal-Anhängers lässt sich daher nicht benennen. Vielmehr ist die Szene modisch intern höchst divergent und seit den 1990er-Jahren in einer anhaltenden Wechselwirkung mit anderen juvenilen Vergemeinschaftungsformen. So ging im Verlauf der Jahre mit der Aufsplitterung und Ausdifferenzierung der Subszenen eine Verbreitung diverser neuer Modeelemente einher.
Eindeutige Bezüge zur Mode der Szene der 1980er-Jahre stehen seit der beschriebenen Phase der zunehmenden Ausdifferenzierung und des Crossovers in den 1990er-Jahren neben jenen der Modestile einiger Subszenen sowie unzähligen Mischformen zwischen den Strömungen. Modische Einflüsse der unterschiedlichen Strömungen, bis hin zu Alleinstellungsmerkmalen wie jene des Glam Metal, des Nu Metal oder des Black Metal, sind ebenso üblich. Die Metal-Szene hat seit ihrer Entstehung eine Vielzahl solcher Subszenen ausdifferenziert, woraus stetig unterschiedliche Abstufungen hinsichtlich Stil, innerer Kohäsion, Eigenständigkeit und Nähe zum vermeintlich idealtypischen Stereotyp generiert werden.
Laut der Medienwissenschaftlerin Julia Eckel ist die Kleidung für „die Bedeutung, die die Selbstgestaltung und das Aussehen der Akteure der Metal-Kultur für die Abgrenzbarkeit und damit die Konstitution eben dieser Szene […] nicht zu unterschätzen.“ So bildet die Kleidung die von der Szene erwartete Hingabe und Authentizität sichtbar ab, da sie stets auf die präferierte Musik verweist. Damit ist die Kleidung einerseits Ausdruck des jeweiligen Szene-Wissens, andererseits schriftbildliches Ereignisprotokoll der individuellen Fan-Biografie.

#### Klassische Szene-Stereotype

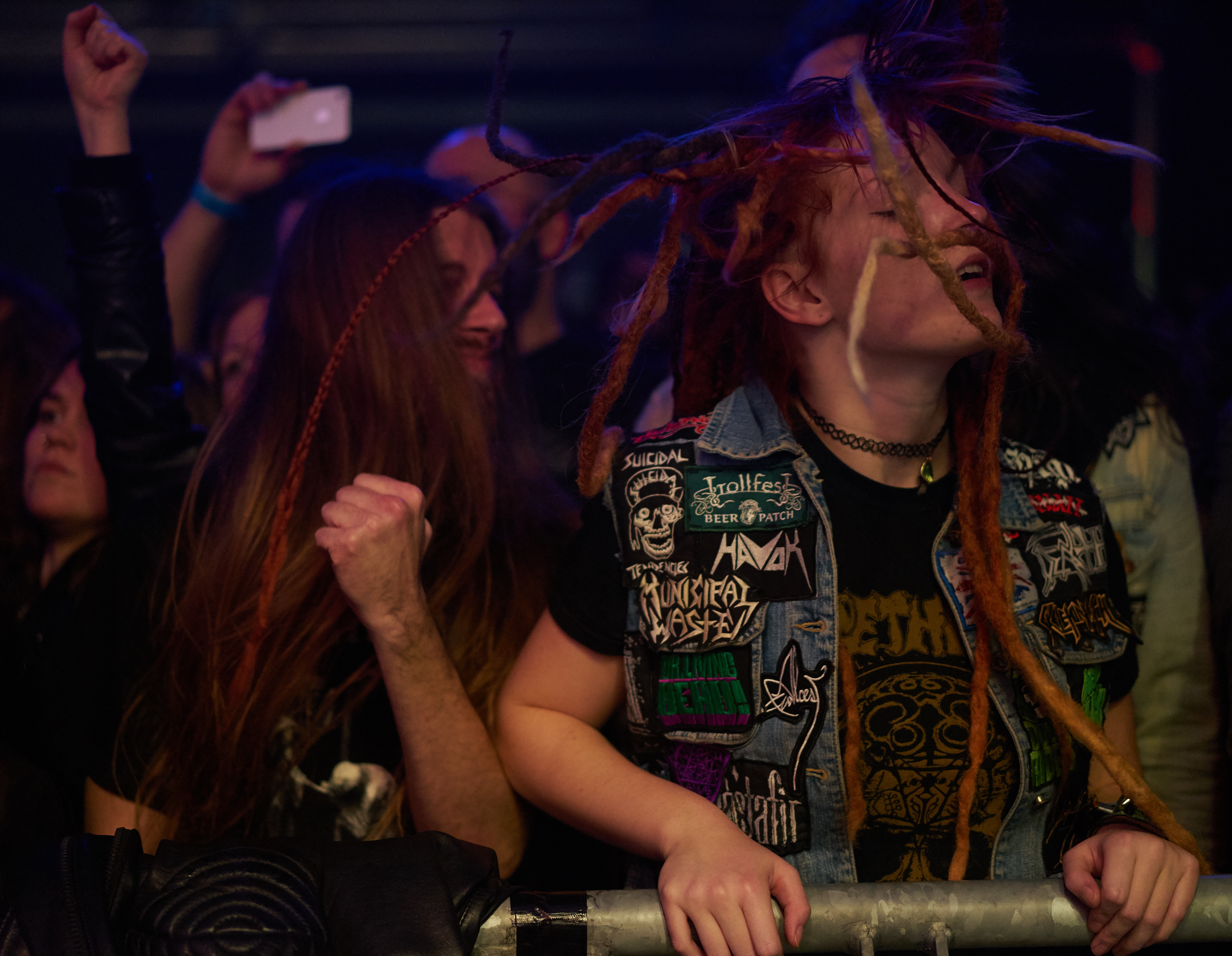
Das zuvorderst mit der Szene assoziierte Erscheinungsbild beinhaltet eine Kutte, die mit diversen Aufnähern auf bevorzugte Musikgruppen verweist, ein Band-Shirt sowie lang gewachsene Haare

Leder und Jeans sind für die klassische Szene typisch, entsprechend dominieren die Farben Schwarz und Blau den Kleidungsstil. Schmuck wird zumeist in Form von Silberringen oder Anhängern getragen. Häufig stellt der Schmuck Totenschädel, Schwerter, Waffen und gefährliche Tiere dar oder verweist auf indianische, religiöse, mythologische oder okkultistische Symbole.
Zu den szenetypischen Kleidungsstücken, die bereits zu Beginn präsent waren, gehören die Kutte, das Band-Shirt, mit Nieten besetzte Gürtel oder Armbänder, lang getragene Haare und Lederkleidung. Sie bilden ein kulturelles Kapital, das insbesondere von Anhängern der ursprünglichen Stile und des True Metals weiter gepflegt wird. So gehören Motorräder und Lederkleidung zu ihrem Erscheinungsbild. Als weiteren Aspekt fügten die Vertreter des True Metals ein „männlich-martialisches Fantasy-Krieger-Image“ hinzu.
Während Motorräder und Kutten der Rockerszene entlehnt waren, übertrug Judas-Priest-Sänger Rob Halford die Lederbekleidung als modischen Einfluss aus der Lederszene auf die Metal-Szene. Obwohl Lederkleidung bereits zuvor als modischer Aspekt der Metal-Kultur galt, beeinflusste Halfords Auftreten in engem, schwarzem, zum Teil mit Nieten besetztem Leder das Auftreten der Szene. Weitere modische und kulturelle Einflüsse auf die Metal-Szene entlehnten sich dem Rockermilieu wie die Kutte oder der Hippiekultur, der insbesondere die lang getragenen Haare entsprachen. Neben den Anhängern der NWoBHM wurde der Stil besonders von Musikern und Fans des Speed- und Thrash-Metals in den späten 1980er- und frühen 1990er-Jahren fortgeführt, gelegentlich in leicht legerer Form. Das Auftreten in engen Jeans, Lederjacke und Kutte wurde insbesondere in dieser Zeit um Sneaker, Band-Shirts sowie Nieten- und Patronen-Accessoires ergänzt.
Über weite Subströmungen übergreifend in der Szene ist die schriftbildliche Darstellung individuell präferierter Musik in Form von Kutten oder Band-Shirts vorherrschend. Derweil solche Kleidungsstücke nicht von der gesamten Szene getragen werden, gelten sie neben langen Haaren als wesentliche Szene-Stereotype.

#### Schriftbildliche Kleidung
Die Medienwissenschaftlerin Julia Eckel beschreibt die auf Tonträgergestaltungen und ähnliche Elemente zurückverweisende schriftbildliche Visualisierung auf der Kleidung der Szene-Anhänger als Ausdruck einer „Affinität zum Bildlichen“, welche sich „in der dem Genre inhärenten Grenzauslotung begründet“. Die beiden am weitesten verbreiteten Varianten dieser Kleidung sind Kutten und Band-Shirts. „Kutte und Bandshirt können […] als doppelte Trägermedien angesehen werden: Einerseits sind sie Medium des Trägers, der sie als Mittel intendierter Informationsvergabe […] benutzt, andererseits sind sie medialer Träger zentraler Motive der Metal-Kultur und auf dieser Ebene mit Printmedien wie CD-Covers, Zeitschriften und Plakaten zu vergleichen.“
Die bewusste Wahl der schriftbildlich auf den Metal verweisenden Kleidung grenzt den Träger damit innerhalb und außerhalb der Szene ab. Er präsentiert sich einerseits nach außen und innen als Teil der Szene und verortet sich andererseits innerhalb der Szene, je nach Motiv, in einer bestimmten Strömung. Nach Lücker wird insbesondere bei raren und alten Exemplaren eine solche innere Signalwirkung ablesbar, da diese auf die Dauer der Szene-Zugehörigkeit oder die besonderen Kenntnisse um das kulturelle Kapital der Szene verweisen.
Die Erlöse aus dem Verkauf von Merchandise-Artikeln gelten als „die bedeutsamsten Faktoren für das wirtschaftliche Überleben“ vieler Berufsmusiker in der Metal-Szene, wodurch der Kauf von Kleidungsstücken und Accessoires häufig als Ausdruck der inneren Gemeinschaft und Solidarität betrachtet wird.

##### Kutte
Als Kutte wird eine abgeschnittene Jeansweste bezeichnet, meist mit großem Rückenaufnäher, der Backpatch (englisch für Rückenaufnäher) genannt wird, und diversen „kleinen, dicht aneinander gesetzten Abzeichen“ verziert. Sie wurde aus dem Rockermilieu adaptiert und inhaltlich neu gefüllt. Roccor beschreibt die Kutte als nonverbales Kommunikationsmittel, welches in der gewählten Form exemplarisch für „männliche Jugendliche aus sozial schlechter gestellten Milieus“ sei.

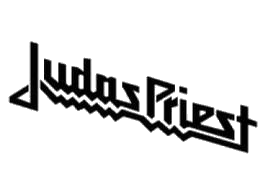
Patches zeigen häufig die schriftbildlich gestalteten Namen oder Logos der präferierten Musikgruppen, wie jenen Namensschriftzug von Judas Priest. Andere nutzen Covermotive oder -ausschnitte. Manche wiederum sind eigens als Merchandising-Artikel gestaltet.

Hierbei zieht Roccor Vergleiche zu Eishockey- und Fußballfans und verweist auf die Kutte als Instrument einer „Massenkommunikation via Erscheinungsbild. Eindeutige, leicht zu entziffernde Embleme signalisieren die Zugehörigkeit zu einer spezifischen Teilkultur bzw. Gruppe und ermöglichen eine rasche Identifikation des Gegenübers als Freund oder Feind.“ In dieser Funktion lässt eine Kutte die Differenzierung des bevorzugten Musikgeschmacks auch innerhalb der Szene selbst zu.
Die Patches (englisch für Aufnäher) verweisen auf Musikgruppen und damit einhergehend auf einen oder mehrere bevorzugte Musikstile, welche wiederum Auskünfte über angenommene oder zumindest tolerierte Werte geben. Des Weiteren bildet die mit meist vielen verschiedenen Aufnähern versehene Kutte das Wissen um das kulturelle Kapital der Szene ab. So verweisen Kutten in der Regel nicht auf eine präferierte Musikgruppe, sondern auf unterschiedliche Interpreten, Konzerte und Veröffentlichungen. Dadurch verdeutlichen sie die individuellen Vorlieben und Kenntnisse des Trägers.

##### Band-Shirt

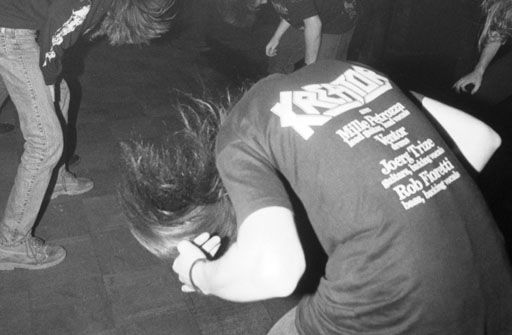
Band-Shirt der Thrash-Gruppe Kreator. Unter dem Logo der Gruppe stehen hier die Namen der zu diesem Zeitpunkt aktuellen Bandbesetzung und die jeweilige Funktion innerhalb der Gruppe.

Während das Tragen von Kutten auf Teilbereiche der Szene begrenzt ist, ist das von Band-Shirts nach Lücker „die signifikanteste Übereinstimmung in der Außendarstellung von Metal-Anhängern jeglicher Couleur.“
Band-Shirts verfolgen meist eine ähnliche, an Tonträgern und Motiven orientierte Ästhetik. Häufig handelt es sich um schwarze, beidseitig bedruckte Textilen. Die Vorderseite präsentiert „in der Regel das Logo, d. h. der in der signifikanter Schreibweise dargestellte Bandname, ein aktuelles Plattencover inklusive Titel oder eigens für die Gestaltung des spezifischen Shirts entworfene Embleme.“ Auf der Rückseite werden indes neben der Wiederholung des Bandnamen-Schriftzuges – je nach Anlass des Shirts – Konzertdaten, Liedtextauszüge, Songlisten, Slogans, Bilder der Band oder ähnliches abgebildet.
Im Einzelhandel finden sich nur wenige solcher Band-Shirts. Während Textil-Unternehmen wie H&M einseitig bedruckte Replikate vertreiben, sind die originären Kleidungsstücke meist direkt von der Band, dem Label oder über spezialisierte Versandhändler zu beziehen.

#### Death Metal
Die Death-Metal-Szene, insbesondere jene um den Florida Death Metal, nahm von Teilen der zwischen NWoBHM und Thrash Metal etablierten Kluft Abstand. Jacken und enge Jeans entsprachen nicht den in Florida vorherrschenden Temperaturen. Sie erweiterten den Stil Mitte der 1980er-Jahre stattdessen um Cargohosen und Bermuda-Shorts anstelle der Jeans und Band-Longsleeves anstelle der Band-Shirts.

#### Glam-Metal

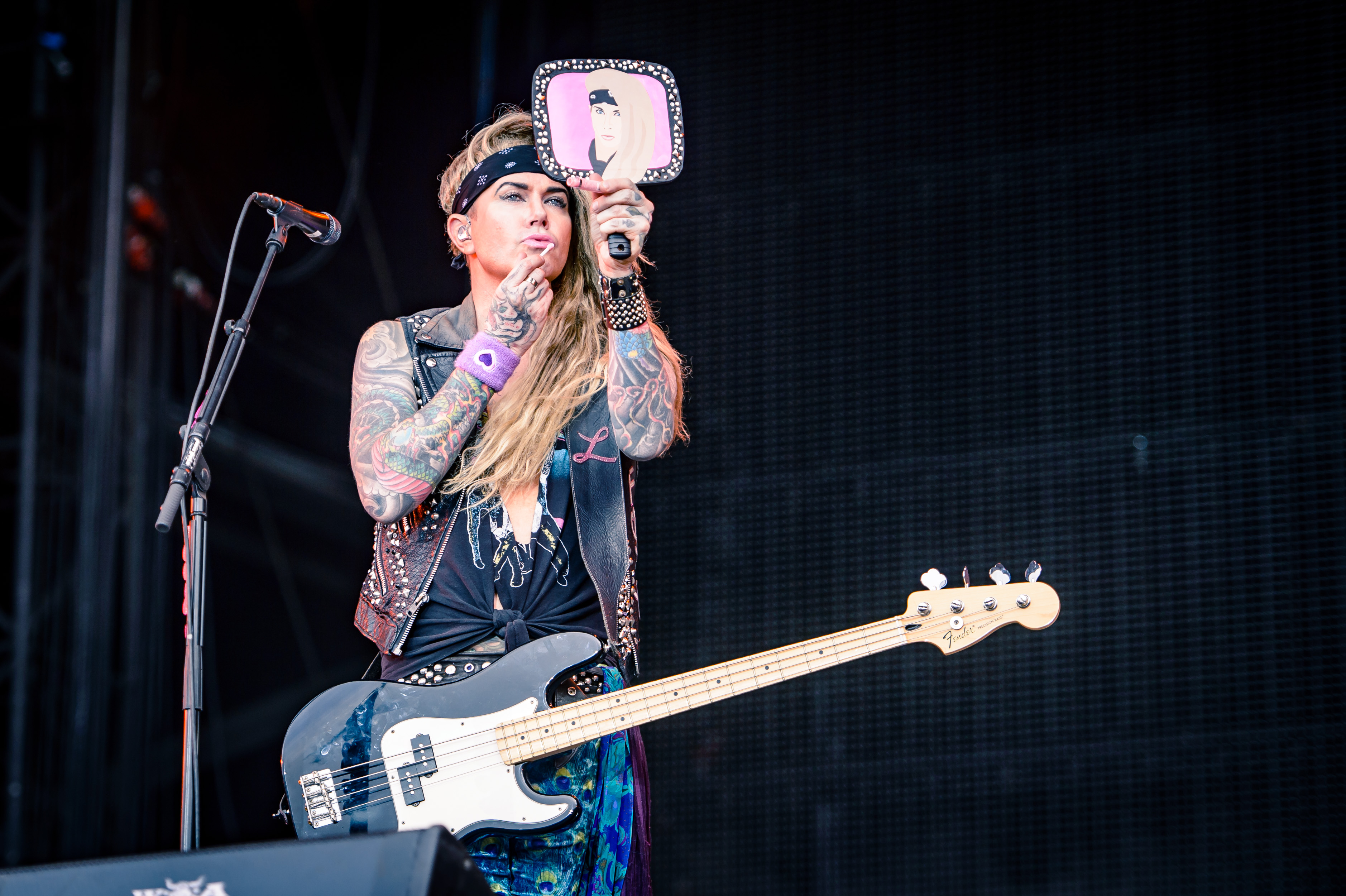
Das exaltiert-androgyne Auftreten von Musikern wie Travis Haley von Steel Panther ist als Mode-Stil der entsprechenden Subströmung in der Szene verbreitet

Glam-Metal-Vertreter pflegten eine auf Hedonismus und Androgynie ausgelegte Ästhetik – Aspekte, welche erst Jahre nach dem Erfolg und Niedergang des Glam-Metal in den 1980ern von Teilen der Metal-Szene aufgenommen und akzeptiert wurden. Auch einige Szene-Chronisten wie Roccor oder Berndt bewerteten die Musik und ihre Anhängerschaft in ihren Schriften eher negativ. Mit dem ironisierenden Glam-Metal-Revival in den späten 1990er-Jahren erlebte das exzentrische, metrosexuelle und androgyne Auftreten mit toupierten Haaren und Schminke zunehmende Akzeptanz in der Metal-Szene. Insbesondere die androgyne Selbstinszenierungen und das damit einhergehende subversive Spiel mit marginalisierten und hegemonialisierten Vorstellungen von Männlichkeit gilt als ästhetische Basis des Glam-Metals.
Die dem Glam-Metal zugeneigten Szenegänger adaptieren häufig, insbesondere zu Konzert- und Disko-Abenden, das von den Künstlern gepflegte Bühnenauftreten mit toupiertem und gefärbtem Haar, bunten Leggings und Tüchern, geschminkten Gesichtern sowie Lederjacken.

#### Black Metal und Folgeerscheinungen

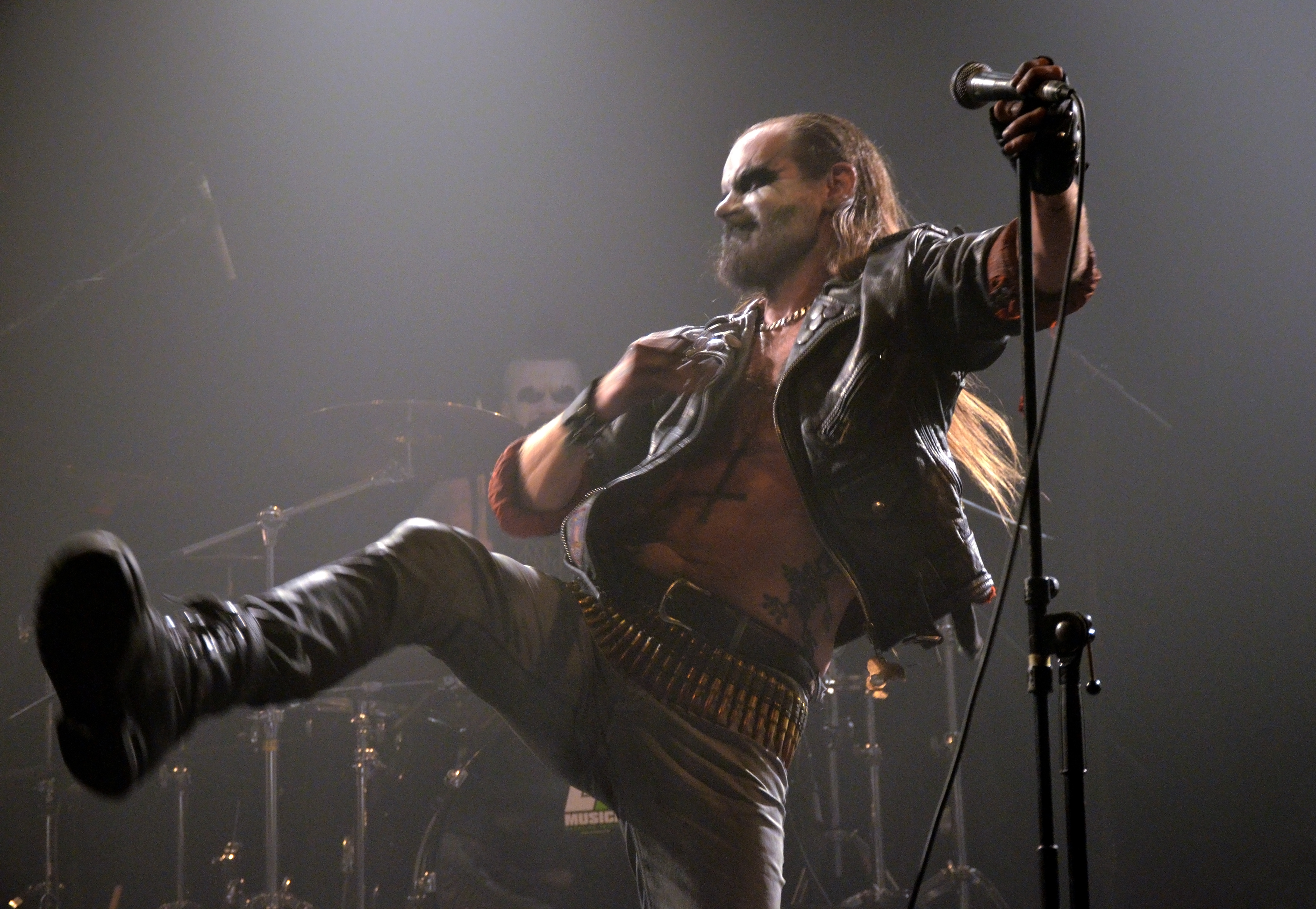
Hoest von Taake in einem für den Black Metal typischen Auftreten mit Corpsepaint, schlichter schwarzer Lederkleidung und Patronengürtel

Im Black Metal etablierte sich aus der norwegischen Szene heraus eine bevorzugt monochrom schwarze Ästhetik, welche mitunter die nihilistische Haltung der Szene repräsentieren soll. Diese entstand insbesondere in bewusst gewählter Abgrenzung zum Habitus des Death Metal, der „von Gewalt und Tod [sang] – aber trotzdem lebensbejahend und spaßorientiert“ erschien und darüber der angestrebten ernsthaften Vehemenz, Aggressivität und Gefährlichkeit widersprach. Die häufig lederne Kleidung, inklusive Nietenschmuck und Patronengurt, meist schwarz gefärbte Haare, Drudenfüße und Petruskreuze gehören zum Auftreten der Szene. Interpreten posieren häufig mit Corpsepaint und archaischen Waffen wie Schwertern, Äxten oder Stachelkeulen.
Der Medienwissenschaftler Andreas Wagenknecht führt das Album A Blaze in the Northern Sky von Darkthrone als exemplarisch für eine konstitutive Symbol- und Gestaltungswelt der Black-Metal-Szene an.
Meist dominiert körperbetonte schwarze Kleidung, während Kutten hier eher selten anzutreffen sind. Sofern vorhanden, werden diese Jeanswesten aus schwarzem Stoff hergestellt und mit Aufnähern in Schwarz-Weiß verziert. Auch die hier bevorzugt lang getragenen Haare werden häufig schwarz gefärbt. Zu den üblichen Accessoires gehören Ketten, Nieten- und Stachelarmbänder sowie Nieten- und Patronengurte und Schmuckstücke. Letztere zeigen Petruskreuze, Pentagramme, Runen sowie mythologische, heidnische und antichristliche Symbole. Ein in den frühen 1990ern noch häufig vorhandener Trend zum Corpsepaint unter Szenegängern ist hingegen abgeflaut.
In der Anhängerschaft des aus dem Black Metal generierten Pagan- sowie in jener des Viking Metals werden häufig Symbole und Kleidungsstücke getragen, die auf den ideologischen Hintergrund der Strömung verweisen. Darunter fallen Thorshämmer, Runen, Felle und frühmittelalterlich anmutende Kleidungsstücke. Viele der Interpreten vollziehen solche Inszenierungen tiefergehend und treten vollständig in der dem jeweiligen Thema entsprechenden Gewandung auf. Solche Selbstinszenierungen werden mitunter von Anhängern der jeweiligen Subszenen aufgegriffen.

#### Crossover, Alternative Metal und Folgeerscheinungen

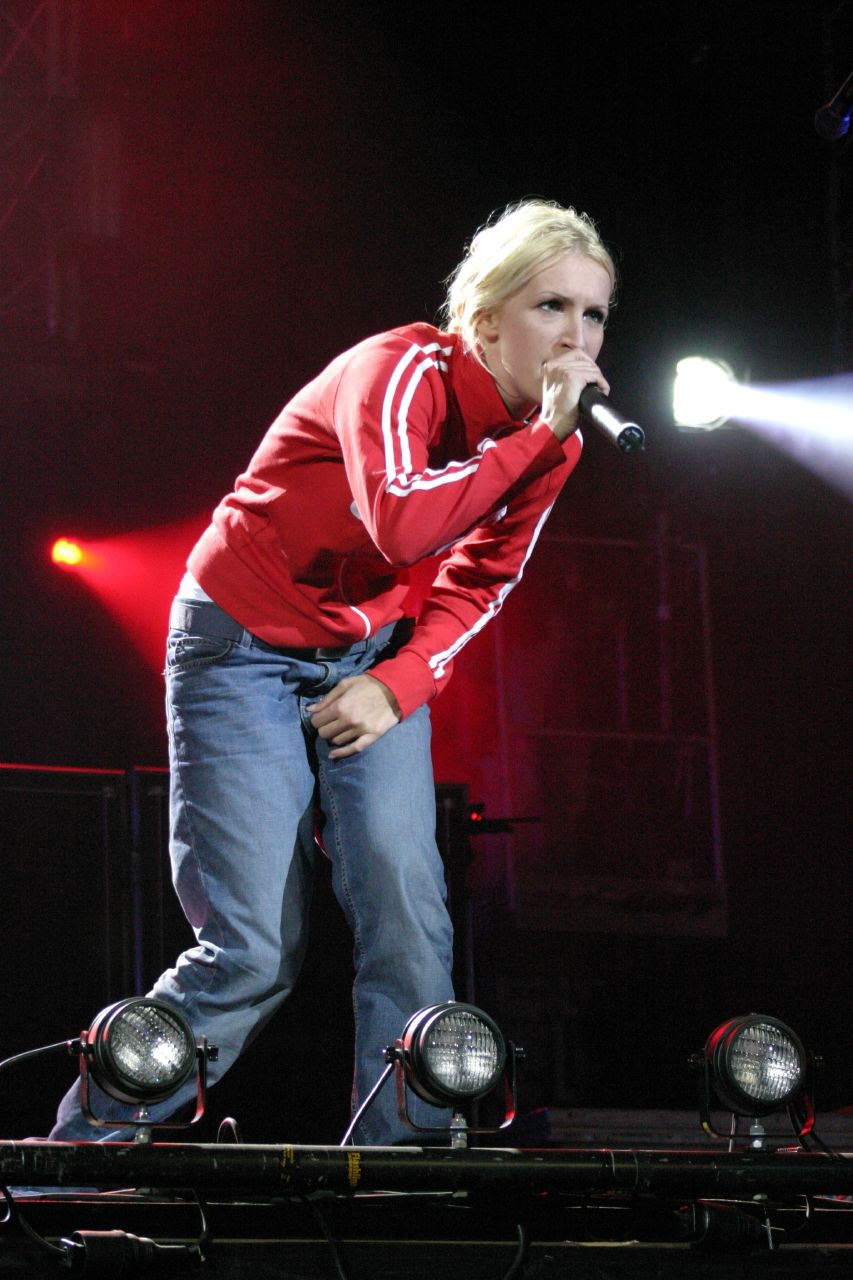
Sandra Nasić, Sängerin der Rap-Metal-Gruppe Guano Apes in typischer Crossoverbekleidung, die sich modisch an der Hip-Hop- und Skater-Szene orientierte

Der Alternative Metal prägte nach dem Welterfolg des zweiten Nirvana-Albums Nevermind aus dem Jahr 1991 einen jugendkulturellen Hype, der sich musikalisch wie modisch in der Metal-Szene niederschlug. Die „geschickt geschürte Massenhysterie um Anti-Stars, Gen-X-Lifestyle, Teenage Rebellion und Grunge Look“ bot einen „idealen Aufhänger für die effektive Vermarktung jugendlicher Identifikationspole“.
Die zunehmende Vermengung von Medien, Kunst und Kommerz führte zur kommerziellen Nutzung des Alternative Metals zu Werbezwecken, wie des Grungesongs Inside für einen Werbespot der Jeansmarke Levi’s, welcher der bis dahin unbekannten Band Stiltskin einen Nummer-eins-Hit in den britischen Charts bescherte. Einen engen modischen oder kulturellen Zusammenhang konnte die Hörerschaft des Alternative nicht entwickeln. Stattdessen ordneten sich viele der Fans unterschiedlichen Unter- oder Obergruppierungen wie Crossover, Grunge, Alternative oder Metal zu. Dabei fanden durch die Vermengung musikalischer Einflüsse sowie durch die Vermarktung der musikalisch-juvenilen Rebellion modische und ideologische Überschneidungen mit angrenzenden Szenen statt.

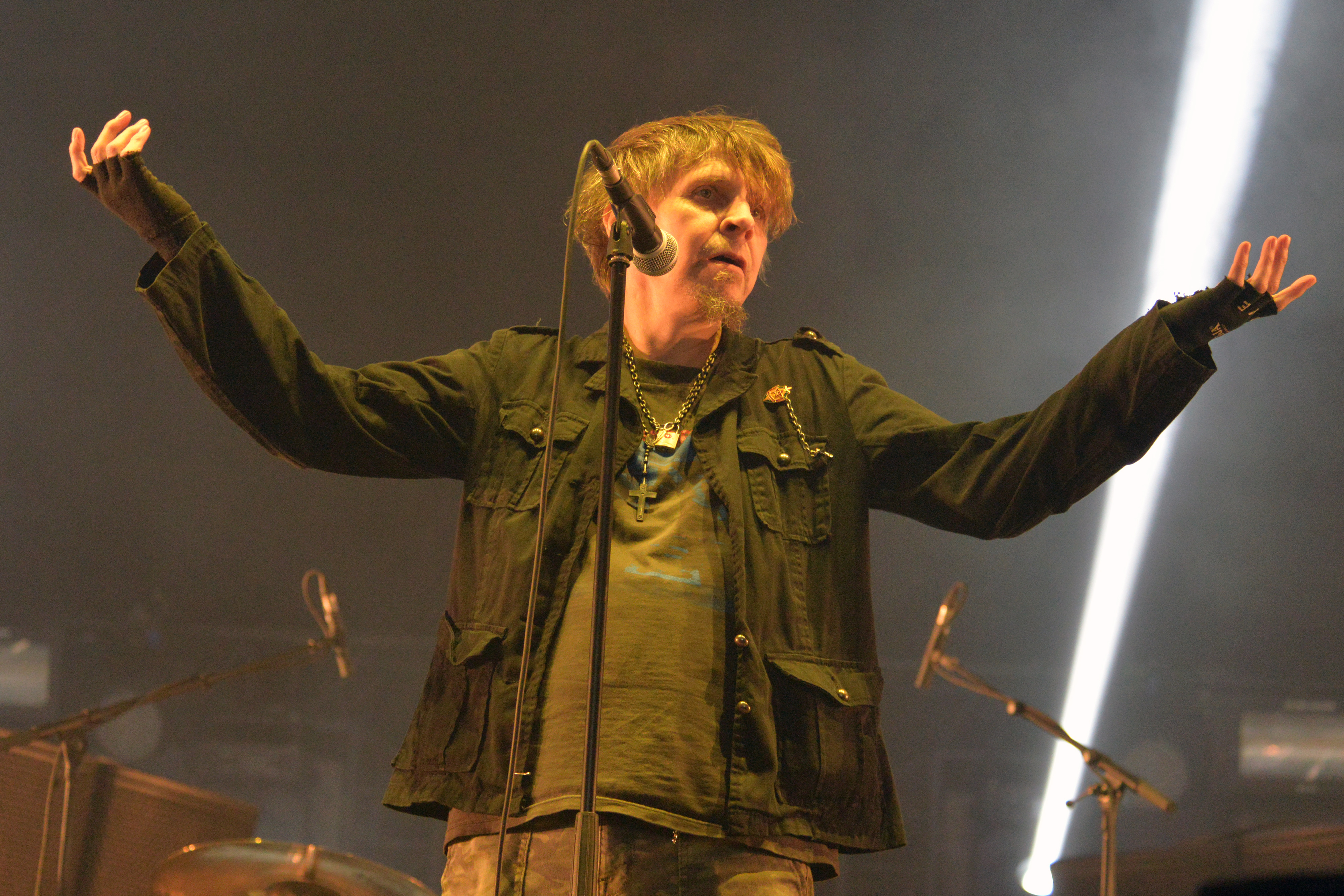
Das Auftreten des EyeHateGod-Sängers Mike Williams, mit Baumwoll-Handschuhen, erdigen Farbtönen und einer an Sid Vicious angelehnten Bügelschloss-Halskette, entspricht mehr dem der Crusties als dem klassischen Metal-Look

Die beiden Oberbegriffe Crossover und Grunge stellten die neuen Bezeichnungen für ein alternatives und unabhängiges Lebensgefühl der vermeintlich jungen Generation dar. Das rebellische Interesse dieser Gruppe, das im Besonderen durch nominelle Konsumverweigerung gekennzeichnet ist, wurde mit dem Erfolg der unterschiedlichen Musikstile ein relevanter Wirtschaftsfaktor. Skateboard, Snowboard, Energy Drinks und entsprechende Alltags- und Sportbekleidung wie Baggy Pants, Baseballkappen und Sportjacken wurden besonders über die als Crossover populären Stile Rap Metal, Funk Metal und Metalcore vermarktet und konnten im Nachfolgegenre Nu Metal deutlich Fuß fassen. Die Künstler und Anhänger des Crossover und Nu Metal vertieften die Übernahme modischer Aspekte der Hip-Hop-Kultur, wodurch das Auftreten in Baggy Pants und Sportshirts in der Metal-Szene zunahm. Einige Interpreten des am Thrash orientieren Groove Metals wie Pantera und Machine Head traten zu Beginn der 1990er in ähnlich legerer Kleidung in Erscheinung und führten den durch den Crossover initiierten Stil in der Metal-Szene fort.
Grunge hingegen wurde durch einen einfachen gelegentlich schmuddelig wirkenden Jeanslook mit Holzfäller- oder ähnlichem Alltagshemd vertreten, der jedoch durch die Schuh- und Jeansindustrie erfolgreich genutzt wurde.
Modische und ideologische Überschneidungen wie Dreadlocks, Flecktarnhosen oder kahl rasierte Köpfe der Crusties oder Holzfällerhemden der Slacker zogen ebenso aus dem zunehmenden Crossover zwischen Metal und Post-Hardcore mit Stilen wie Industrial Metal, Sludge und ähnlichem in das Erscheinungsbild der Metal-Szene ein.

#### Gothic Metal und Folgeerscheinungen

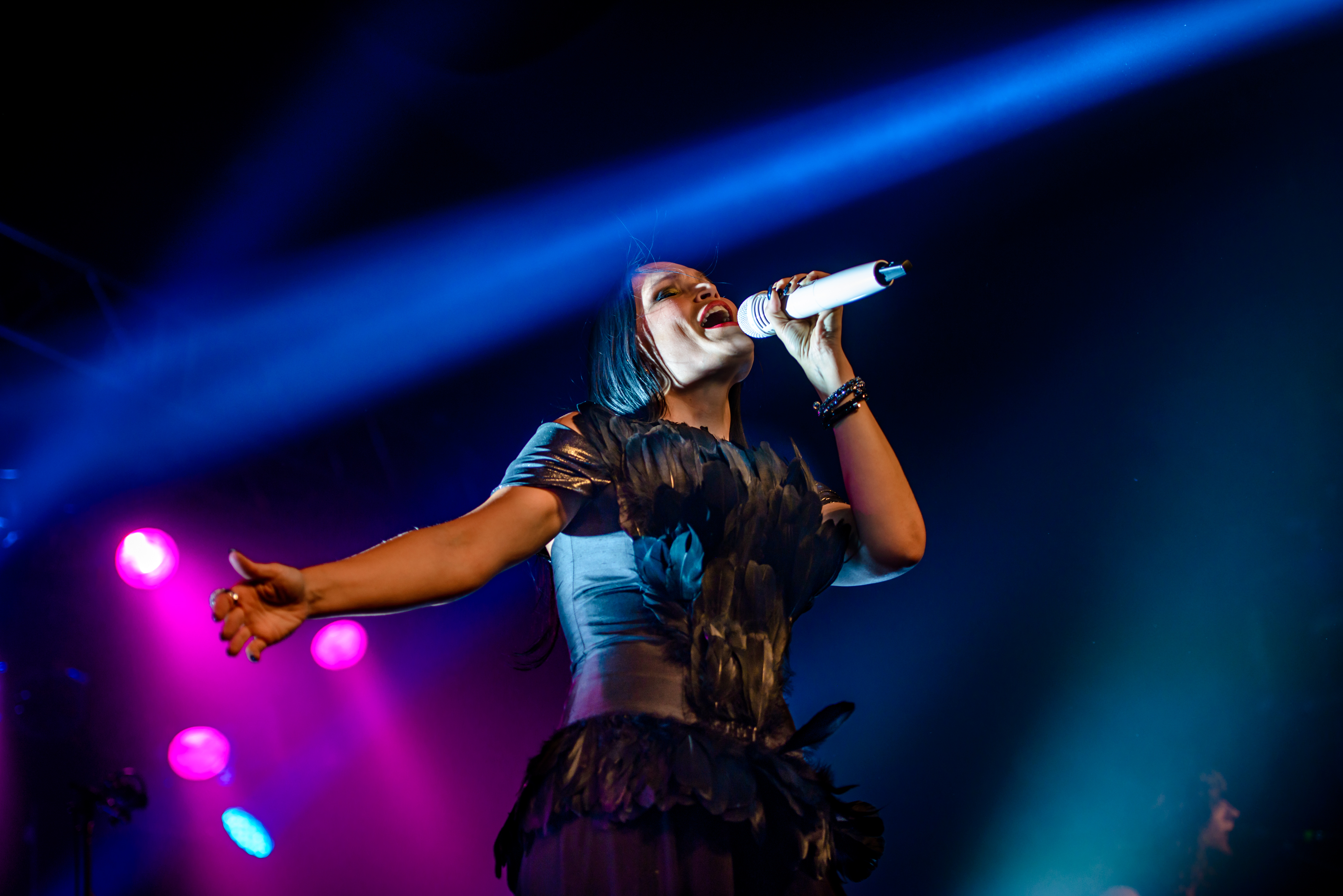
Tarja Turunen in einem durch den Symphonic Metal geprägten Auftreten

Mit dem Gothic Metal und den auf diesen folgenden Entwicklungen nahm der Anteil weiblicher Fans in der Metal-Szene zu. Anders als zuvor traten viele dieser neuen Anhängerinnen feminin auf, dem Auftreten vieler Sängerinnen der Genre entsprechend. Kleidungsstücke wie Corsagen und lange Röcke wurden so in das Erscheinungsbild der Metal-Szene eingeführt. Insbesondere die Sängerinnen des Symphonic Metals setzten sich optisch von bisherigen Stereotypen ab und traten betont feminin, häufig in mittelalterlich oder fantastisch anmutenden Kleidern auf.
Hinzu trat die Nutzung von Make-up und ein als vampiresque beschriebene Gesamtinszenierung. Dieser Schritt wurde insbesondere durch die auf den Gothic Metal folgenden Hybride zwischen Schwarzer Musik und Metal forciert und dauerhaft in der Schnittmenge beider Szenen verankert. So trugen Gruppen des Dark- und des Symphonic Metal wie Cradle of Filth, Therion oder Nightwish maßgeblich zu einer Entwicklung bei, die ausgehend vom Gothic Metal Mode-Elemente hervorbrachte, die Inhalten und Themen beider Szenen entsprachen. Christofer Johnsson von Therion beschreibt die mit dem Erstarken des Gothic Metals aufgekommenen Szene-Hybride als Verkehrung der bis zu diesem Zeitpunkt gültigen Stereotype. Das „schwarze Leder mit Spikes nebst dem unvermeidlich dazugehörenden lärmenden Motorrad wurde gegen sanftes, weiches Leder und schwarzes, auch bei Männern sehr feminines Make-up getauscht.“ Mit dem Verweis auf Cradle of Filth ergänzte er, dass der „wütende Metal-Warrior […] sich in ein Wesen [verwandelte], das manchmal an einen sexbesessenen Vampir“ erinnere.

### Kommunikation und Begegnung

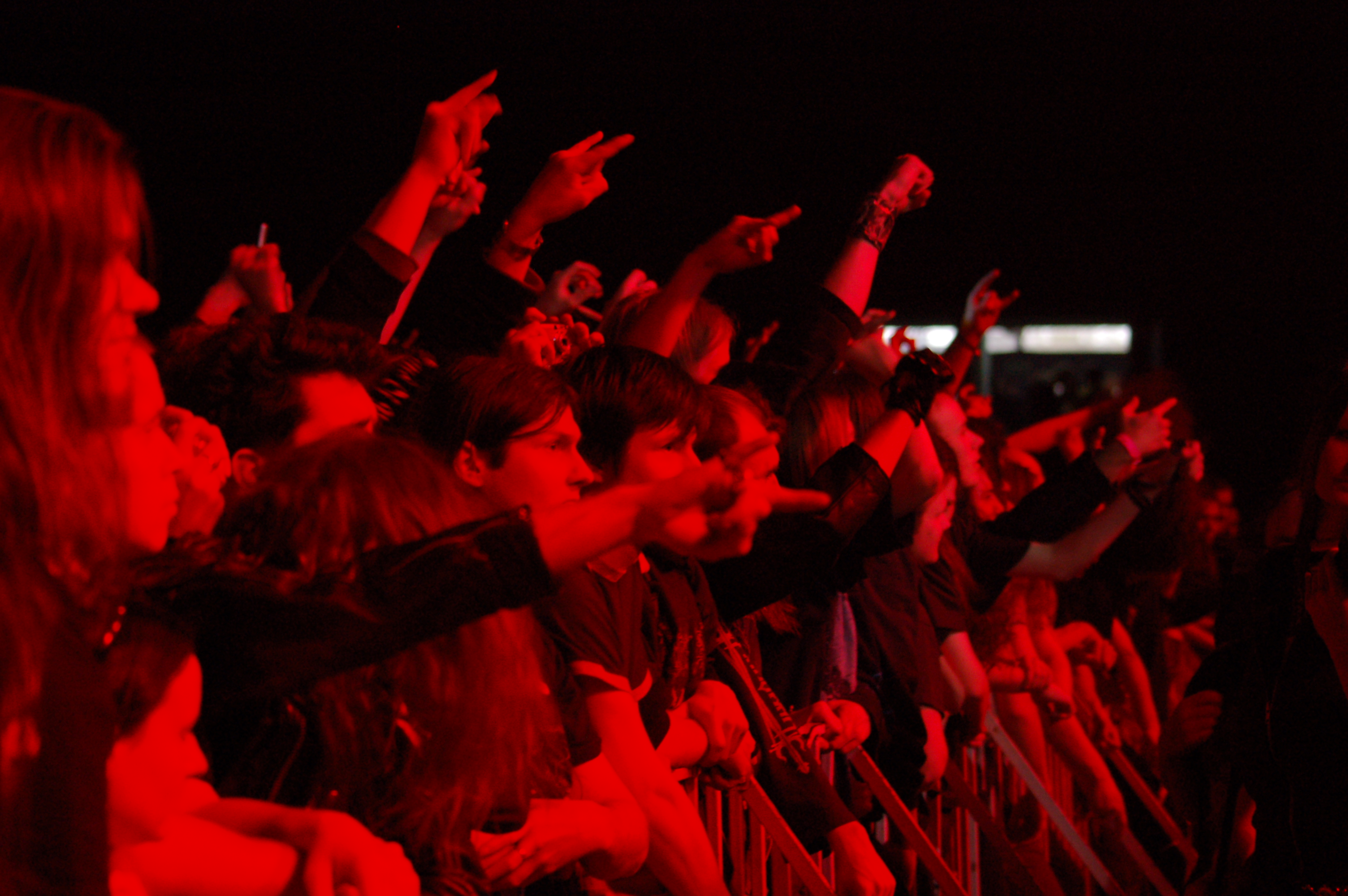
Mögliche Gesellungsräume findet die Szene insbesondere in Konzerten und Festivals wie dem abgebildeten polnischen Metalmania

Als Augenblick der Vergegenwärtigung gelten die Momente der Szene-Begegnung. Szenen manifestieren, produzieren, reproduzieren und entwickeln sich im kommunikativen Austausch. Entsprechend kommt den Gesellungsräumen sowie den Medien die Rolle des Katalysators zu. In den Augenblicken der Begegnung und des Austausches unterschiedlicher Individuen und Peers, die sich der Szene zugehörig fühlen, verdichten sich die verschiedenen Gruppierungen und Personen zur Szene als ein übergeordnetes soziales Netzwerk. Die Organisation und Gestaltung von Events, szenespezifischen Treffpunkten, virtuellen Plattformen, Szenemedien und ähnlichen Kommunikations- und Begegnungsmöglichkeiten dient den sich einbringenden Szenegängern als Erfahrungs- und Entwicklungsraum.

#### Gesellungsräume
Eigene Zeit- und Treffpunkte gewährleisten die Stabilität der Szene. Diese Phasen der Vergemeinschaftung gelten als „unabdingbare Voraussetzungen für die Szenegänger, um ihre Kultur intensivieren und (re)produzieren zu können.“ In solchen Phasen werden das „subjektive Zugehörigkeitsgefühl sowie Gruppenbewusstsein erlebt und gestärkt.“ Solche strukturierten Zusammenkünfte gelten als bedeutsamer Faktor des „Fan-Seins“. Insbesondere Konzerten und Festivals wird im Hinblick auf die Begegnung eine immanente, mitunter kultische, Bedeutung zugesprochen. Weitere Gesellungs- und Begegnungsräume, in welchen der kommunikative Austausch untereinander stattfindet, sind spezialisierte Metalmärkte, Kneipen, Diskotheken und Internetforen.
Da sich eine Szene erst im kommunikativen Austausch manifestiert und reproduziert und das subjektive Gefühl der Zugehörigkeit in eben diesem Austausch entsteht, kommt den Gesellungsräumen eine hohe Bedeutung für die Entwicklung und den Bestand der Szene zu. Neben großen Events wie Festivals, die teils internationale Bekanntheit besitzen, gehört das Wissen um lokale Treffpunkte, insbesondere Kneipen und Diskotheken, zum kulturellen Kapital der Szene.

##### Konzerte

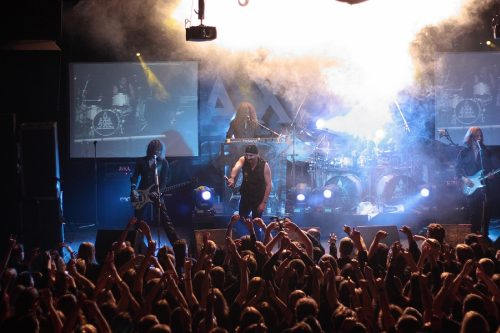
Auf Konzerten wie dem vom Axxis 2009 in der Zeche Bochum trifft sich ein Teil der Szene und zelebriert Gemeinschaft und Zugehörigkeit.

Die Auftritte der Metal-Interpreten nehmen einen hohen Stellenwert ein. Viele Szenegänger nehmen lange Anfahrten, allein oder in der Gruppe, in Kauf, um solche Konzerte und Festivals zu besuchen. Der Besuch eines Konzertes gilt „als sowohl gesellschaftliches Ereignis als auch individuelles Erlebnis“ für den jeweiligen Zuschauer. Die Zugehörigkeit zur Szene wird zu einem realen, religiös anmutenden Gemeinschaftserlebnis. In diesen Events findet die Vorstellung von der Szene ihren wirklichen Widerhall und erhält die Imagination von der Szene aufrecht. So werden alltäglich unterdrückte Werte wie Authentizität, Freiheit und das Extreme in der Gemeinschaft erlebt. Die Identifikation mit der Szene, ihren Idealen und den lyrischen, musikalischen und kulturellen Aspekten bei Veranstaltungen gilt als religiös anmutendes Erlebnis einer das Individuum bestätigenden kollektiven Gemeinschaft. Der programmatisch beschworene Individualismus, der durch die Szenezugehörigkeit seinen Ausdruck findet, steht so in Wechselwirkung mit der Identifikation mit der Szene. In der Gemeinschaft machen die Anhänger stärkende, bestätigende und reinigende Erfahrungen. Helsper beschreibt das Erleben von Metal-Konzerten als extreme Variante der Selbsterfahrung, in welchen insbesondere Jugendliche ekstatisch die Szene-Gemeinschaft erleben.
Das Konzert fungiert auch als sozialer Katalysator, der es den Szenegängern erleichtert, einander kennenzulernen. Während die Szene einen geschützten Rahmen bietet, kann das Konzert oder die Band als kommunikativer Anknüpfungspunkt dienen. Die Zeit vor und nach dem Auftritt ist mit der Erwartung auf das Ereignis beladen, schafft derweil einen Rahmen für mögliche Gespräche untereinander. Zugleich wird den Anhängern die Möglichkeit geboten, „Szene-Zugehörigkeit, Fachwissen und Vorlieben“ über ihr Erscheinungsbild zu präsentieren. Weitere Aspekte der Klassifikation von Konzerten als individuelles Erlebnis sind emotionale und soziale Erfahrungen, ritualisierte Verhaltensweisen im Zusammenspiel der Zuschauer untereinander oder der Zuschauer und der auftretenden Interpreten, ebenso die körperliche Erfahrung der Musik selbst. „Lautstärkevolumen und Bassvariation manchen das Konzert gar fühlbar und verändern nachweislich das vegetative System (z. B. Pulsfrequenz).“ Diverse Autoren, die sich der Szene interdisziplinär wissenschaftlich näherten, darunter Kosic, Berndt, Helsper, Lücker und Roccor, beschreiben den Besuch eines gelungenen Metal-Konzertes als transzendentale Erfahrung mit gruppendynamischen, religiösen und katharsischen Effekten auf den Besucher.

„Wenn […] die Band die Bühne betritt, das erste Riff ertönt, die Scheinwerfer aufleuchten und das Spektakel losbricht, ist alles was vorher war, vergessen. Man versinkt in Klang und Licht, wird mitgerissen von der Euphorie der Umstehenden, tobt sich aus, schreit sich den Frust von der Seele, befreit seine Wut aus dem Kerker des Unbewußten, bangt, mosht, slammt, brüllt, was das Zeug hält. Klare Regeln verhindern, daß dabei jemand zu Schaden kommt. […] Wenn ein Konzert richtig gut ist, spürt man weder Schmerz noch Erschöpfung, vergißt wer man ist und wo man herkommt, geht im Massenerlebnis auf, fühlt sich befreit von den Schranken des Ich.“

Die ritualisierten und informell reglementierten Verhaltensweisen, wie das von Roccor benannte Headbangen, Moshing und Slamdancing, die im Zusammenspiel der Zuschauer untereinander oder der Zuschauer und der auftretenden Interpreten stattfinden, führt Lücker mit auf eine Reizübertragung zurück. Diese transferiere Energie über die Musik vom Künstler auf den Zuhörer und über die Anfeuerung des Publikums wiederum von diesem zum Künstler zurück. Dabei variiere die anfeuernde Aktivität der Zuschauer je nach Genre der Interpreten „analog zur höheren Intensität, Geschwindigkeit und Brachialität der Musik.“

##### Festivals

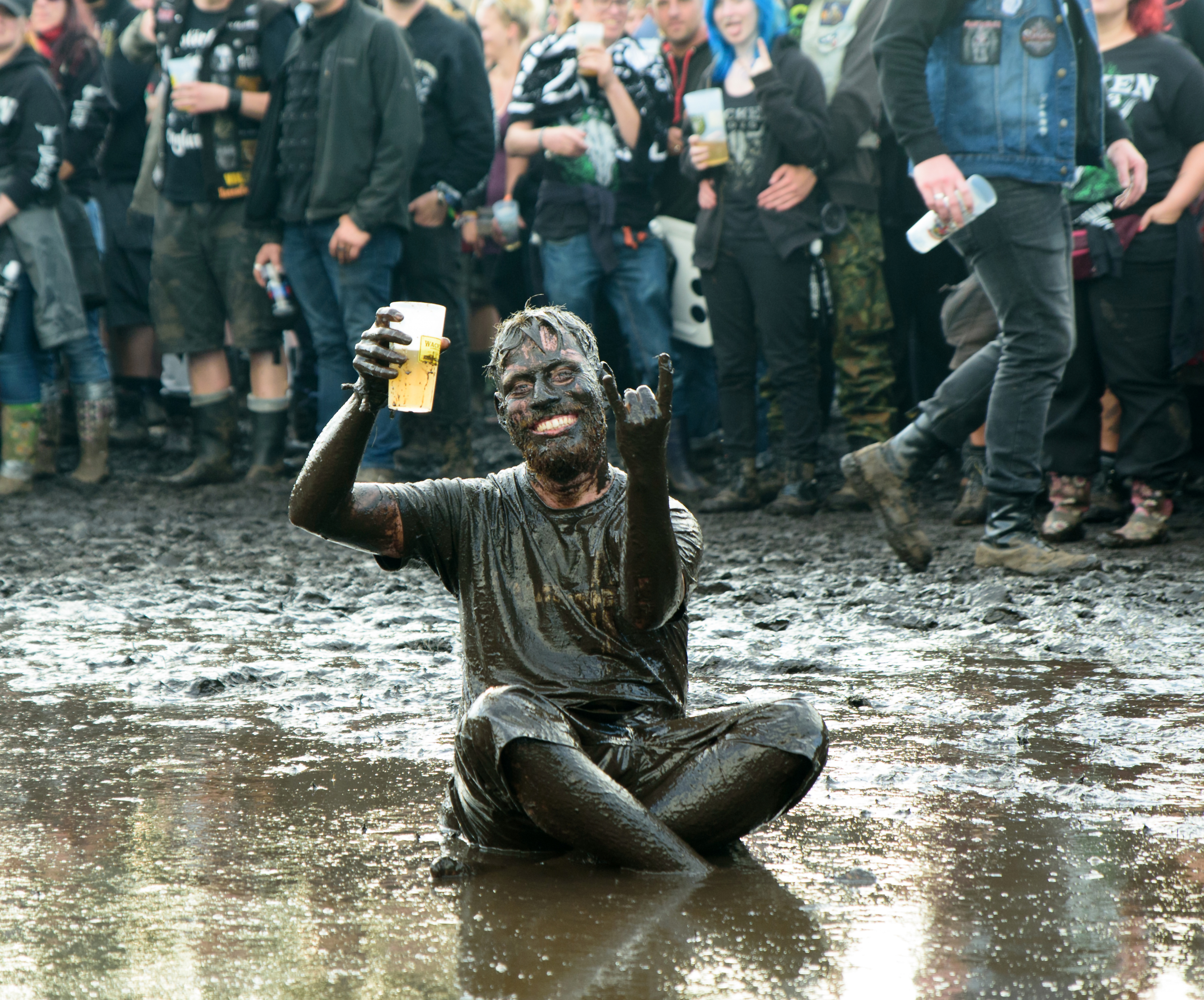
Die Auseinandersetzung mit Regen, Schlamm und Matsch werden von einigen Besuchern als Vergnügen und Teil der Metal-Festival-Kultur begangen.

Als besondere Variante der Konzerterfahrung gelten meist mehrtägige Events, die über einen längeren Zeitraum eine anhaltende Abfolge von Auftritten meist bekannter Interpreten bieten. Durch die Anzahl der Interpreten wird häufig ein größeres Publikum angesprochen, weshalb Festivals gegenüber Konzerten größere Szene-Zusammenkünfte darstellen. Die etablierten und ritualisierten Verhaltensweise bleiben als Bestandteil des Szene-Lebens Teil der Erfahrung. Die Dauer des Erlebnisses selbst wird über die Auftritte mehrerer Interpreten, je nach individuellem Interesse des Zuschauers, verlängert oder wiederholt. Während in den Umbauphasen zwischen den unterschiedlichen Auftritten Raum für Gespräche geboten wird, bieten Festivals neben den Auftritten weitere Erlebnisräume.
Die Konzerte, das Treffen der Szene und das meist obligatorische „Camping mitsamt Party-Charakter“ machen gerade bei großen Events nur einen Teil des Erlebnisses aus. Hinzu kommen Getränke- und Imbisswagen, Verkaufsstände von Händlern und Metal-Labels mit Tonträgern und Merchandise-Artikeln, Autogrammstunden sowie Club- und Diskoabende. Manche Festivals bieten noch ein erweitertes Rahmenprogramm mit Shows, Lesungen, Party-Programm oder speziellen Themen-Arealen.
Bei der Wahl des Arealthemas wird auf den Themenfundus der Szene zurückgegriffen. Entsprechend sind Themenareale wie Mittelaltermärkte, zum Beispiel beim Ragnarök-Festival, oder das postapokalyptisch inszenierte Wasteland des Wacken Open Air, aufwendig gestaltet. Das Verkaufs- und Unterhaltungspersonal tritt dabei in entsprechender Verkleidung auf. Überschneidungen zum Cosplay können ebenso durch das Publikum praktiziert werden. Zumeist werden diese Verkaufs- und Showflächen vom restlichen Festivalgelände abgegrenzt.
Festival-Besucher sind insbesondere bei Open-Air-Veranstaltungen auf Camping zur Übernachtung angewiesen. Die Infrastruktur von Festivalgeländen ist, häufig auf den kurzen Zeitraum hin ausgerichtet, mit mobilen Toiletten- und Duschkabinen ausgestattet. Dabei wird der Minimalismus und die Auseinandersetzung mit den Widrigkeiten der Natur als Teil einer Festival-Erfahrung hervorgehoben. Insbesondere die körperliche Auseinandersetzung mit Regen, Schlamm und Matsch werden von einigen Besuchern während den in den Sommermonaten stattfindenden Großveranstaltungen als „Riesenspaß“ zelebriert.
Zu den Festivalveranstaltungen von hoher soziokultureller Bedeutung für die Szene und unterschiedliche Subszenen zählten und zählen indes diverse Veranstaltungen. Die vergemeinschaftenden Großveranstaltungen können große Events sein, die sich der breiten Szene widmen und diverse Spielformen des Metals präsentieren. Dennoch sind und waren auf Substörmungen hin spezialisierte Veranstaltungen wie das Doom Shall Rise, das mit 500 Besuchern nur ein kleines Publikum ansprach, ebenso etabliert.
Das deutsche Wacken Open Air zählte als eines der größten Metal-Festivals Deutschlands, gefolgt vom Summer Breeze, With Full Force und Bang Your Head. Das französische Hellfest gilt als eine der größten europaweiten Veranstaltungen, dem schließen sich das österreichische Nova Rock und das belgische Graspop Metal Meeting an.
Als weitere Angebote werden spezialisierte Festival-Kreuzfahrten wie Full Metal Cruise oder 70000 Tons of Metal organisiert. Das Reiseprogramm solcher Schiffsfahrten wird als mehrtägiges Metalfestival (meist zwischen drei und fünf Tagen) mit einer Vielzahl an Bandauftritten gestaltet. Durch die räumliche Begrenzung wird dabei „der unmittelbare Kontakt zwischen den Bands und den Fans“ zu einem besonderen Augenmerk.

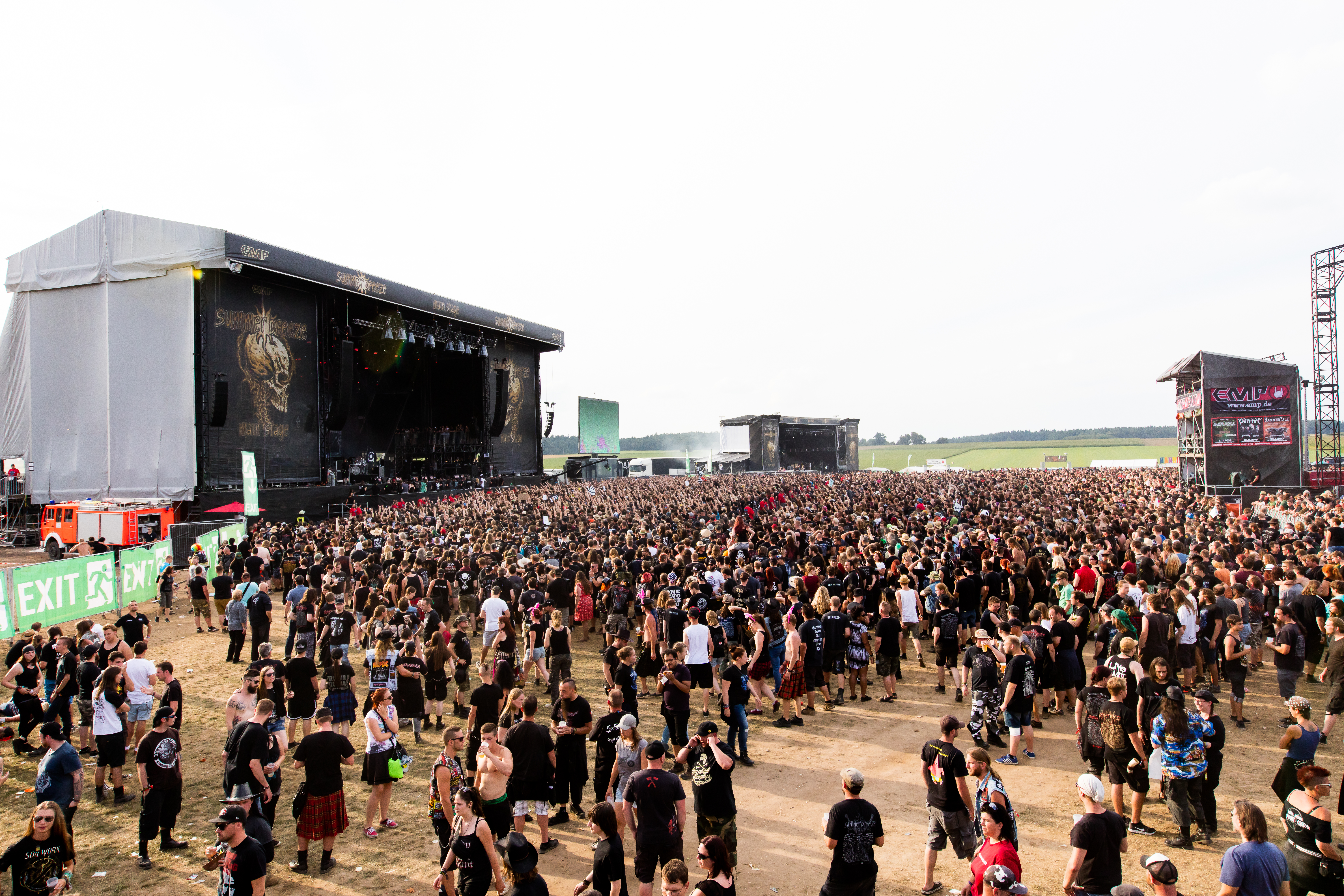
Die Anzahl der Interpreten und die Größe von Veranstaltungen – wie dem abgebildeten Summer Breeze – sprechen ein größeres Publikum an als einzelne Konzerte.
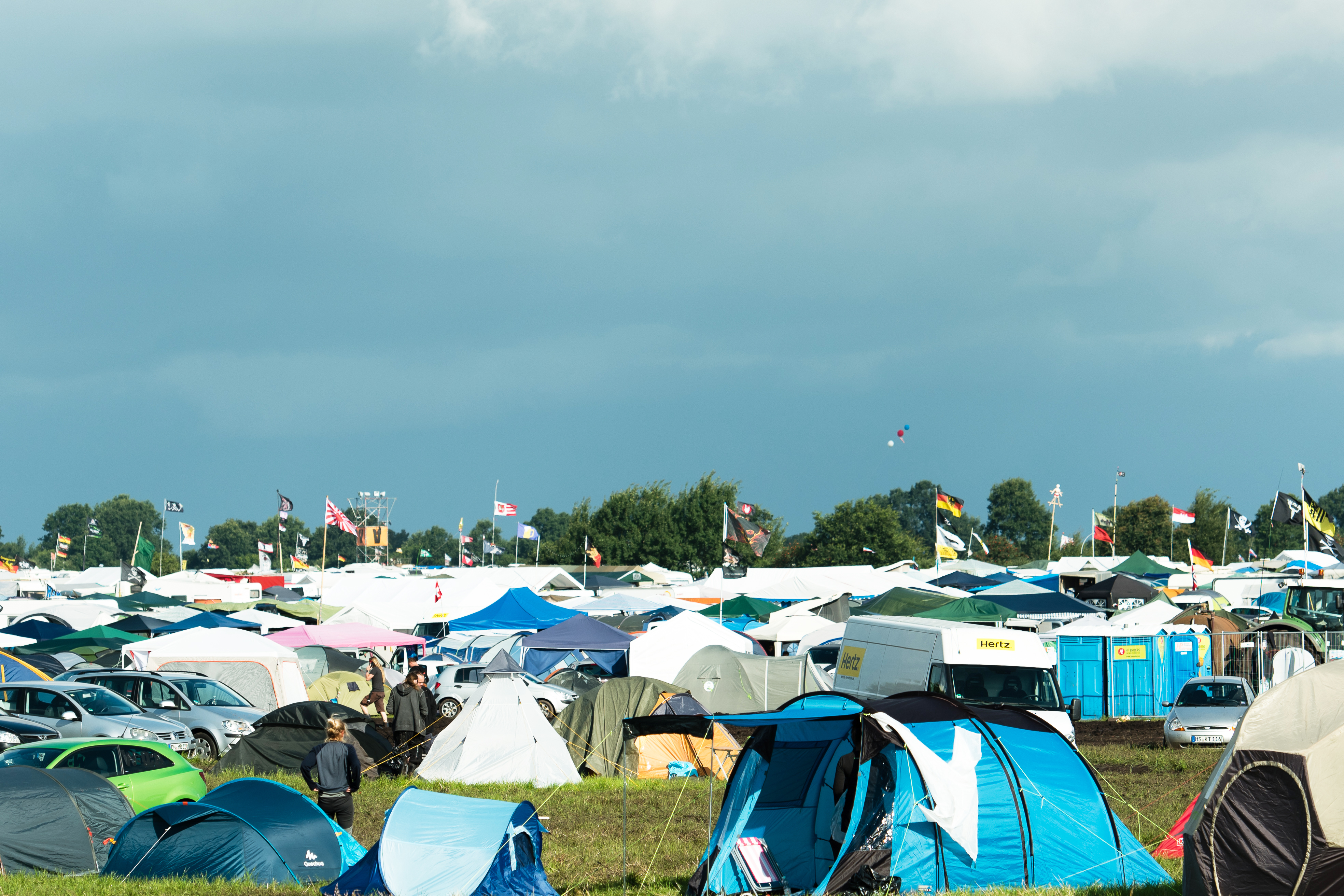
Die meisten mehrtägigen Metal-Festivals bieten – wie das Wacken Open Air – ein eigenes Camping-Areal.
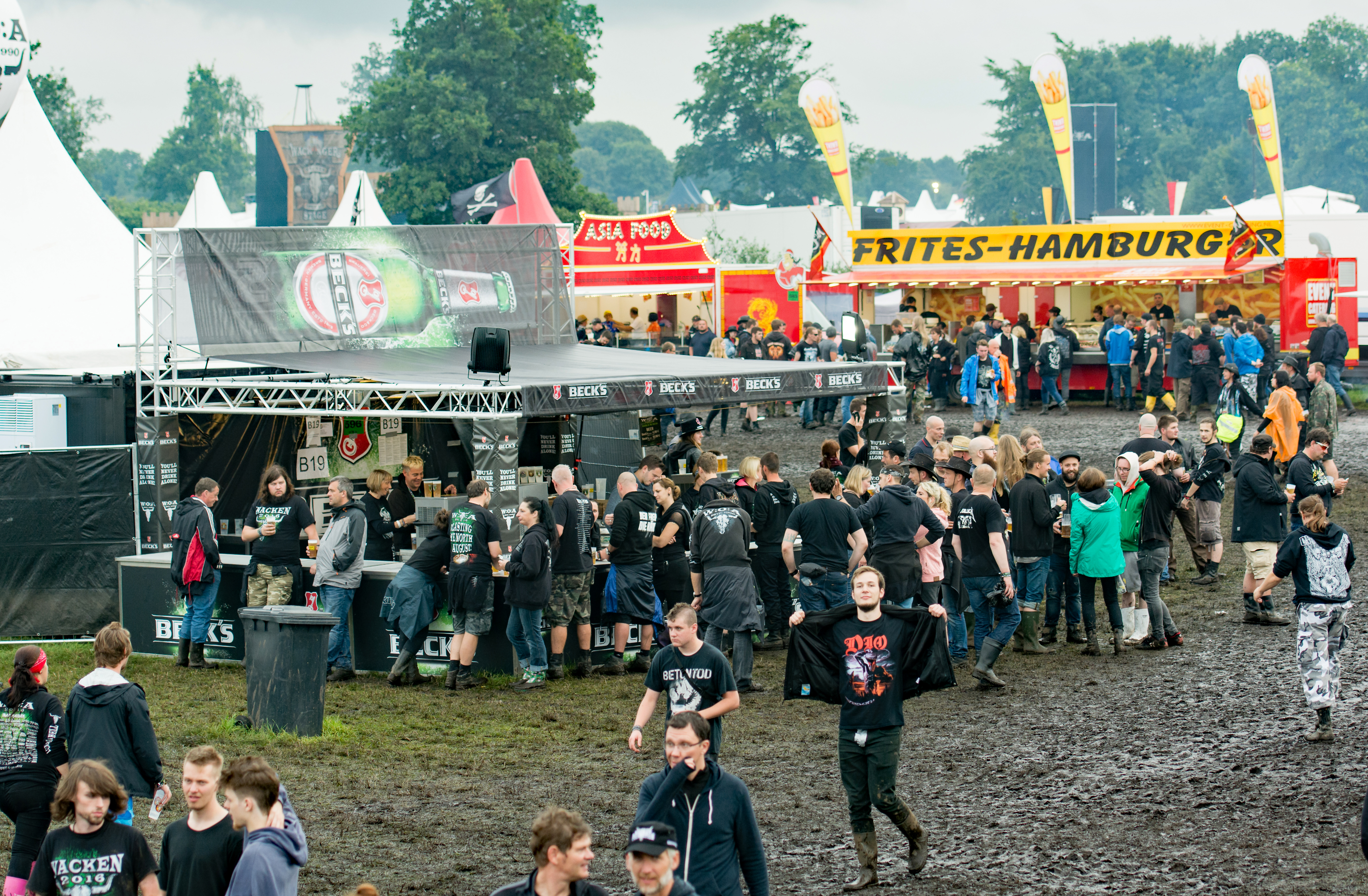
Verpflegungsmöglichkeiten werden häufig in Form von Imbiss- und Getränkewagen angeboten. Besonders große Veranstaltungen wie das abgebildete Wacken Open Air verfügen über so genannte Fastfood-Meilen.
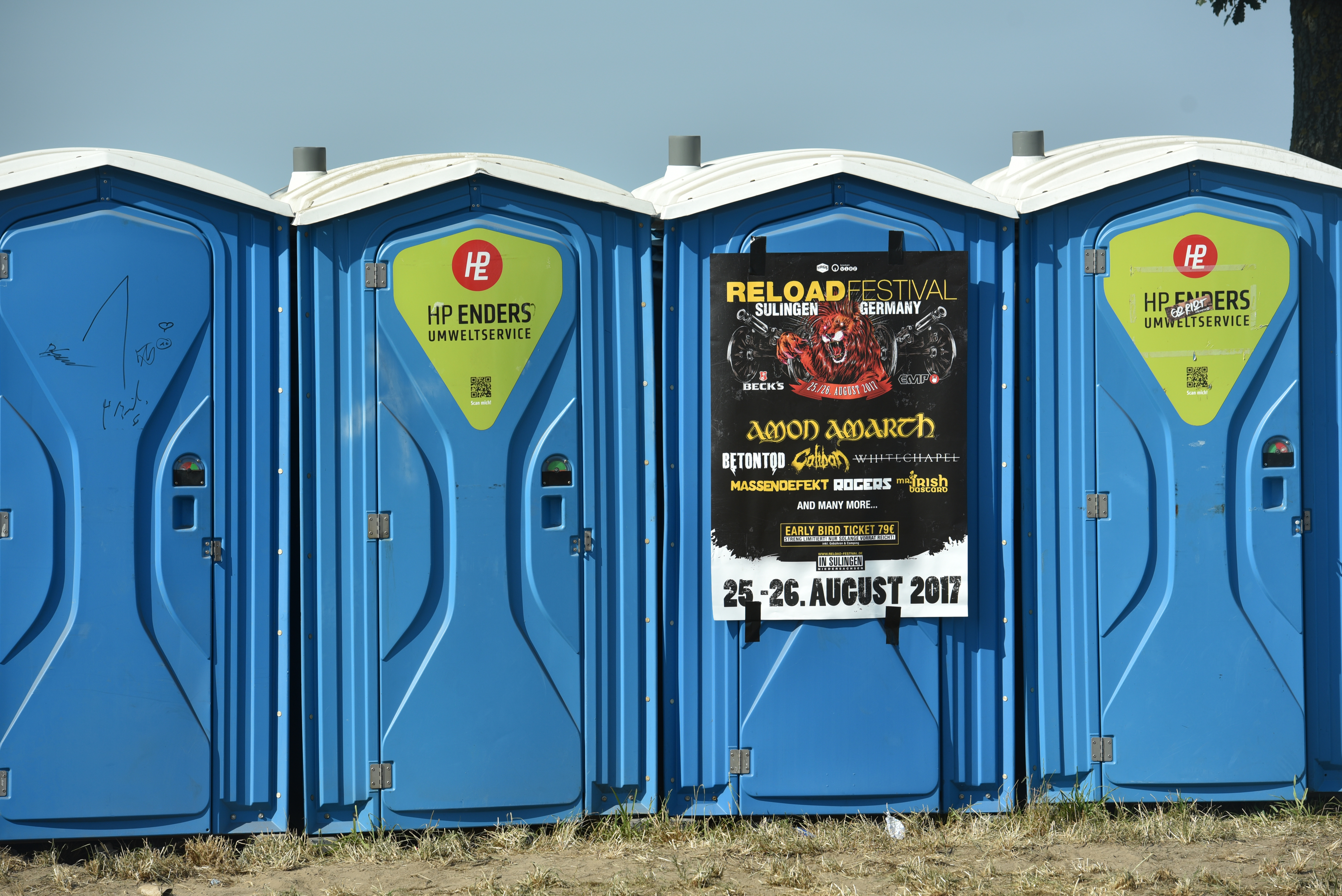
Zur sanitären Versorgung werden, wie beim abgebildeten Reload Festival, in den meisten Fällen mobile Toiletten und Duschen angeboten.
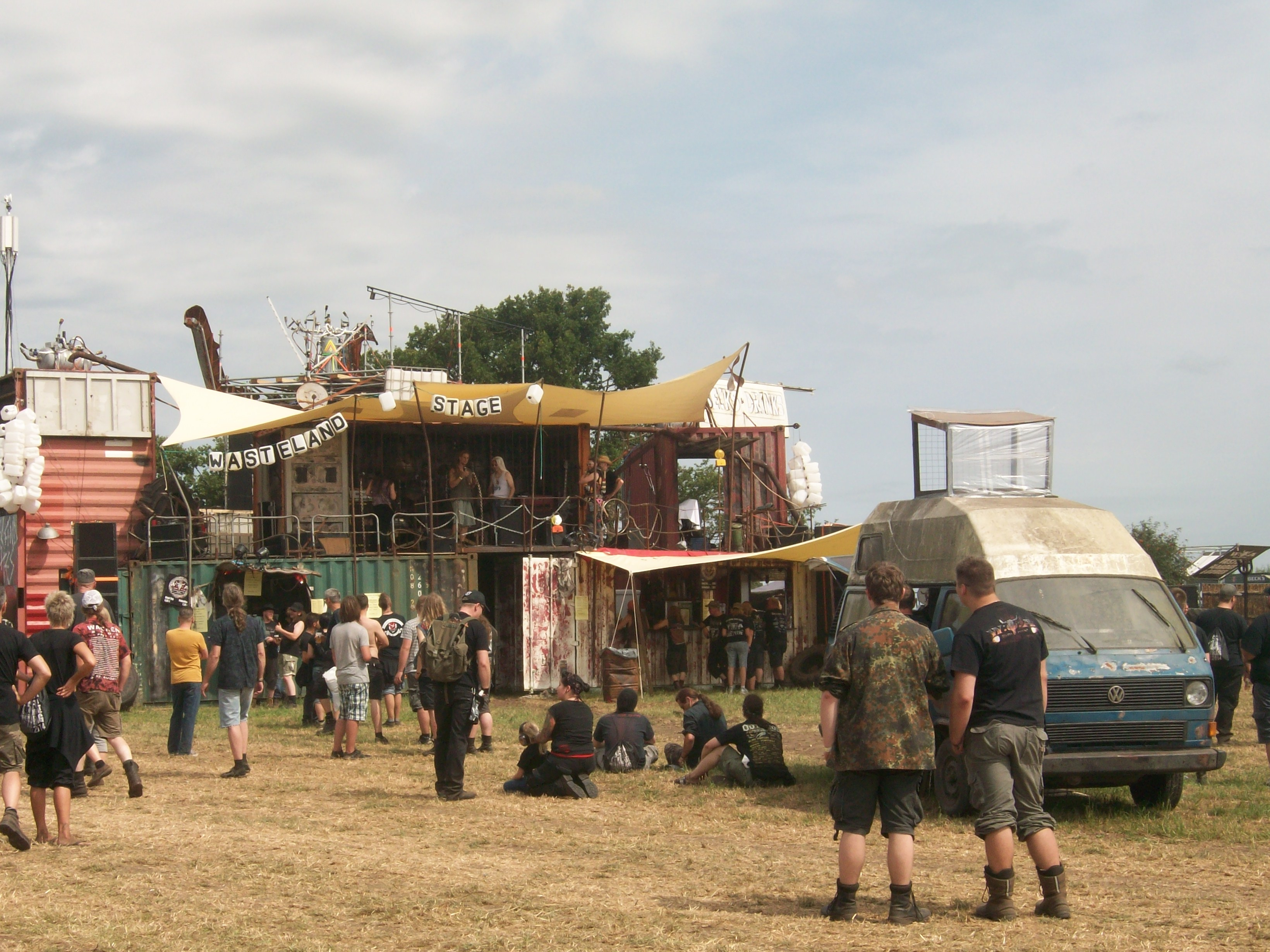
Abgegrenzte Themenareale wie das postapokalyptisch inszenierte Wasteland des Wacken Open Air stellen einen eigenen umfassend gestalteten Erlebnisraum innerhalb mancher Festivals dar.
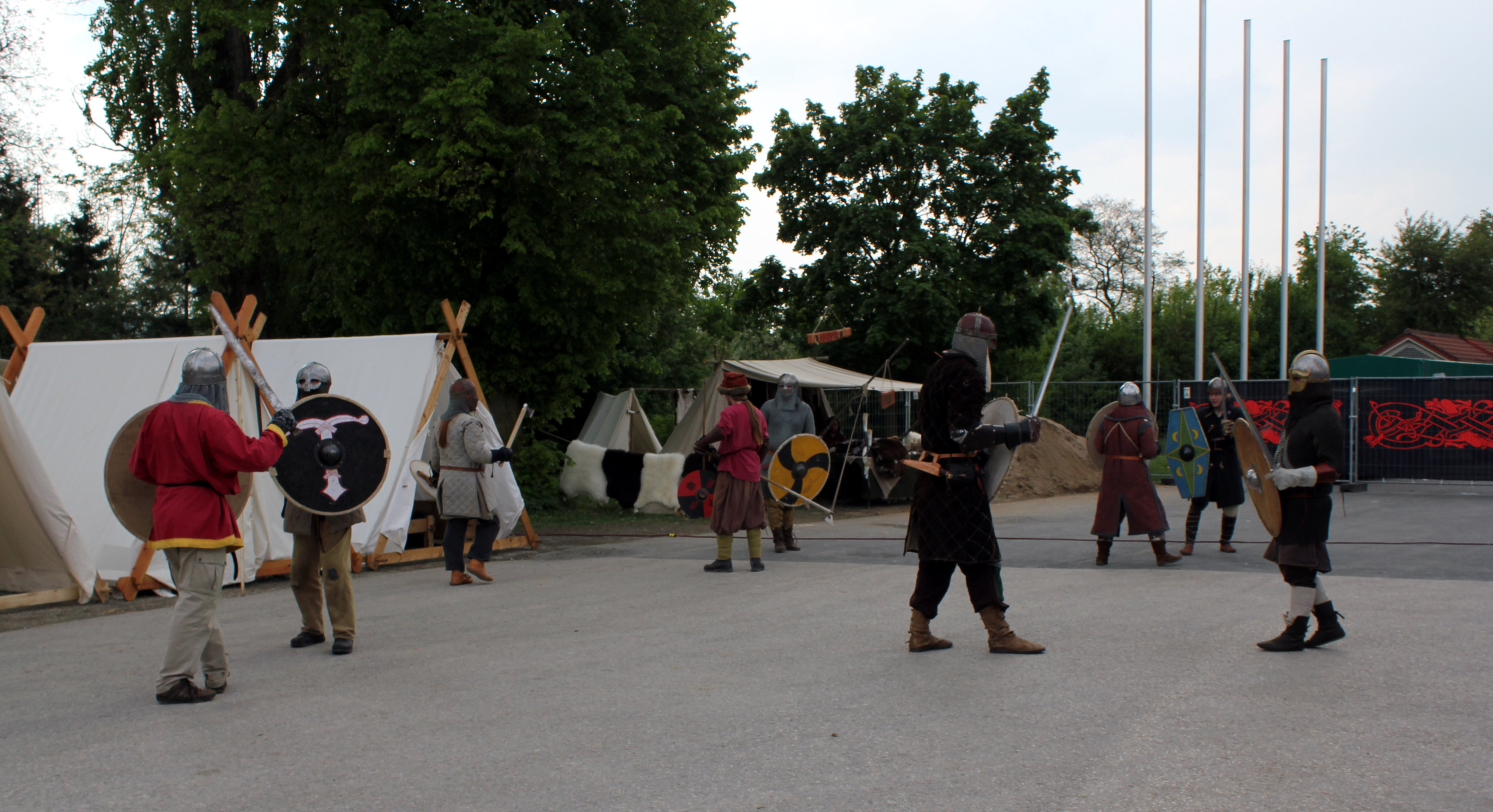
Show-Einlagen wie Wikingerschaukämpfe beim Ragnarök-Festival 2011 sind insbesondere bei Festivals mit abgegrenzten Themenarealen oder gesamtkonzeptionell gestalteten Festivals anzutreffen.

##### Diskotheken

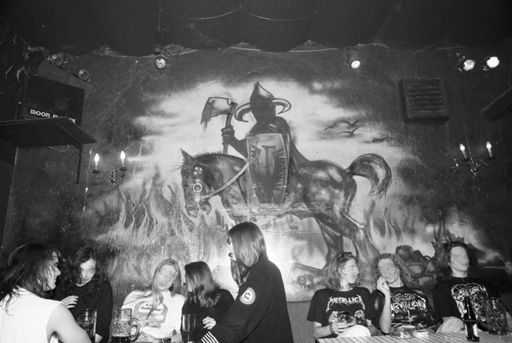
Auf Metal spezialisierte Diskotheken wie das Münchener Fantasy (1981–2001), hier 1994, waren und sind selten. Meist gestalten Diskotheken Themenabende oder widmen sich zugleich mehreren Szenen.

Diskotheken spezialisieren sich nur selten auf Metal-Veranstaltungen. Vielmehr gestalten diese Themenabende, welche sodann eine hohe Anzahl an Stammkunden anziehen. Alternativ bedienen Diskotheken ein größeres Musikspektrum. Gemeinsame Veranstaltungen für Metal-Fans mit Rockmusik-Anhängern oder Punks und Hardcore-Punks oder Alternative oder der Schwarzen Szene sind gängige Kombinationen.
Zentral für die mit Flyern, Plakaten oder im Internet beworbenen Zusammenkünfte steht das von einem oder mehreren DJs gestaltete Musikprogramm, auf dessen Basis die Gemeinschaft der Szene erlebt werden kann. Neben dem Faktor des Musikgenusses gelten solche Veranstaltungen als Freizeitvergnügen unter Gleichgesinnten mit der Option, dem eigenen Alltag zeitweise zu entkommen. Darüber hinaus bietet der Diskothekenbesuch abgemilderte Erlebnisformen von Konzerten und Festivals. Insbesondere die ritualisierten Szene-Tänze und -Gesten werden hier gepflegt. „Emotionale Ausgleichsmomente und Entspannungswirkungen entstehen […] durch die zeitlich begrenzte Ausblendung des persönlichen Alltagslebens. Gemeinschaft wird zelebriert und die Szenegänger bewegen sich rhythmisch zur Musik […]. Neben der Unterhaltungsfunktion vermögen die Besucher mit Hilfe der Musik Stimmungen und Emotionen zu projizieren bzw. zu kompensieren, was wiederum einer emotionalen Affektregulierung entspricht.“ Neue soziale Kontakte können hinzukommend in diesen Zusammenkünften entstehen, diese gelten jedoch nicht als zentraler Aspekt des Gemeinschaftserlebnisses.

##### Kneipen
Als weiterer Treffpunkt gelten Metal-Kneipen und -Bars. Diese Lokale wenden sich insbesondere über die präsentierte Hintergrundbeschallung an die Szene. Die meisten Kneipen wurden nicht als solche konzipiert, sondern meist durch die bevorzugte Musik des Personals zum Szene-Treffpunkt. Sie dienen vornehmlich der Kommunikation untereinander, ihre Adressen werden oft im Internet ausgetauscht.

##### Heavy-Metal-Clubs
Eine Organisationsform, die in den späten 1980er-Jahren besonders populär war und seither als rückläufig gilt, sind Heavy-Metal-Clubs. Sie werden meist als Verein mit Satzung, Statuten, Vorsitzenden und Kassenwart initiiert. Diese Clubs organisieren eigene Veranstaltungen und Fahrgemeinschaften zu Events, pflegen den Austausch untereinander und bieten einen Rückzugsraum unter Gleichgesinnten. Roccor schreibt diesen Clubs eine wichtige Rolle für die sozial-emotionale Entwicklung ihrer meist jugendlichen Mitglieder zu. Diese könnten sich innerhalb des geschützten Rahmens ausprobieren, organisieren und entwickeln, während kollektive und soziale Bedürfnisse nach Kontinuität und Sicherheit erfüllt würden. Die bevorzugten Aktivitäten variieren dabei dem Alter der Mitglieder entsprechend. „Je nach pubertären Entwicklungsstadium überwiegt der gesellige Aspekt mit Trinkspielen, gemeinsamem Musikhören und Rumalbern, oder die Pflege des Heavy Metal – durch die Organisation kleiner Festivals mit Bands aus der Region.“
Heavy-Metal-Clubs weisen häufig Parallelen zu klassischen Vereinen und zu Motorradclubs in ihrem Erscheinungsbild sowie in der inneren Struktur auf. Die Mitglieder sind mit Aufgaben in der Vereinsarbeit betraut und leisten einen regelmäßigen Obolus in die Vereinskasse. Die Mitglieder sind zur Teilnahme an den Clubtreffen verpflichtet. Frauen sind häufig von einer Voll-Mitgliedschaft ausgeschlossen. Nach außen demonstrieren die Clubs Geschlossenheit und Einheit, unter anderem über gemeinsame Abzeichen, die ähnlich der Rocker-Kutte präsentiert werden. Symbolische Initiationsriten, welche die Opferbereitschaft neuer Mitglieder präsentieren, gehören ebenso zum Aufnahmeprocedere. Das Selbstbild der Clubs beschreibt die Gruppe als exklusive Gemeinschaft elitärer Individuen mit besonderen Kenntnissen. Es bietet somit einen Kontrast zur Wahrnehmung als gesellschaftliche Außenseiter, die insbesondere in der Blütezeit der Heavy-Metal-Clubs noch üblich war.

##### Metalmärkte

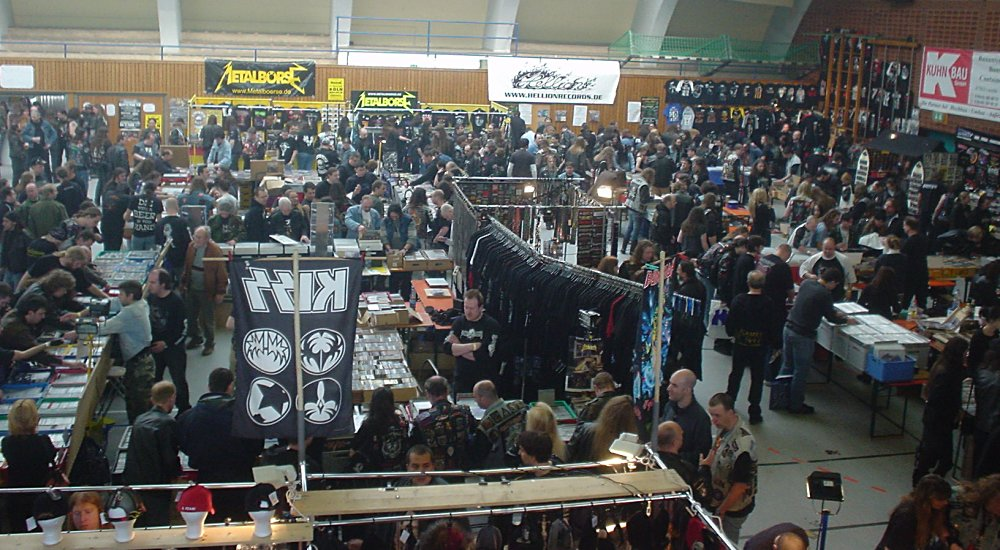
Metalmarkt am Vormittag des vierten Keep-It-True-Festivals in Lauda-Königshofen

Auf die Szene hin ausgerichtete Verkaufsveranstaltungen, so genannte Metalmärkte, gehören zum Rahmenprogramm der meisten Festivals, existieren jedoch ebenso in eigenständiger Form. Zu diesen Veranstaltungen werden Räumlichkeiten, meist Konzerthallen oder Diskotheken, von einem Veranstalter angemietet. Dieser verpachtet meterweise Standfläche an Interessenten. Als Verkäufer treten professionelle Tonträgervertriebe und Labels in Erscheinung, aber auch Szenegänger, die Teile ihrer privaten Sammlung veräußern. Angeboten werden vornehmlich Tonträger, Videos und Merchandise-Artikel aus dem musikalischen Spektrum des Metals. Häufig finden Autogrammstunden und ähnliche Attraktionen statt. Neben dem kommerziellen Aspekt fungieren solche Märkte als Szene-Treffpunkt mit Bar, am Thema orientiertem Austausch und gelegentlichem Rahmenprogramm.

#### Medien
Auflagenstarke Magazine wie Metal Hammer, Deaf Forever, Rock Hard, Legacy, Kerrang!, Revolver, Webzines wie Metal.de, Metal4, Vampster und Metalinjection sowie Fanzines erfüllen eine Scharnierfunktion zwischen Musikfans, Interpreten und Musikindustrie. Der Umstand, dass Metal im Radio und Musikfernsehen kaum jenseits der an den Mainstream anknüpfenden Stile stattfand und stattfindet, führt dazu, dass Anhänger der Musik hauptsächlich auf diesem Weg Informationen zu neuen Veröffentlichungen und Veranstaltungen erhalten können. Die Musikindustrie findet demgegenüber den Zugang zu den Musikanhängern vornehmlich über das Medium der Metalpresse. Entsprechend hoch ist der Stellenwert der vornehmlich aus der Szene gewachsenen Metalpresse in der Szene sowohl bei der Industrie als auch bei den Szene-Anhängern. Dabei ging die Verbreitung und Etablierung der Metal-Presse mit der Entwicklung der Szene einher. Kommerzielle Erfolge brachten neue Magazine und Sendungen mit sich, neue Musikstile und zugehörige Szeneströmungen hingegen häufig eigene Web- und Fanzines, die sich je nach Erfolg zu Magazinen entwickeln konnten.
Anmerkung: Der nachfolgende Schwerpunkt auf die deutschsprachigen Medien ist der Literatur geschuldet und steht damit exemplarisch für analoge Entwicklungen in nahezu allen Nationen mit eigenen großen Metal-Szenen.

##### Print-Medien
Als erste Print-Periodika, die sich ausschließlich dem Metal widmeten, gelten das niederländische Aardschok sowie das britische Kerrang. Während Aardschok als Fanzine begann, wurde Kerrang als Heftbeilage des Rockmusik-Magazins Sounds eingeführt. Beide Zeitschriften erschienen erstmals zu Beginn der 1980er-Jahre und galten bis in die Mitte der 1980er-Jahre als einzige beständige Informationsquellen. In Deutschland wurden mit Metal Maniacs Germany und Shock Power erste Fanzines produziert, welche allerdings keinen fortdauernden Bestand hatten. Erst Rock Hard konnte sich als Zeitschrift etablieren und vom Fanzine zum professionellen Musikmagazin entwickeln. Das 1983 erstmals mit 20 Seiten herausgegebene und bei Konzerten verkaufte Heft entwickelte sich bis zum Ende der 1980er-Jahre – neben dem 1984 erstmals erschienenen und von Beginn an als Kiosk-Magazin konzipierten Metal Hammer – zu einer der führenden deutschsprachigen Periodika. Bis in die Mitte der 1990er-Jahre entstand eine Vielzahl weiterer Magazine. Insbesondere der Erfolg des Alternative Metals bedingte ebenso den Aufstieg diverser Fanzines wie die Neugründung von Hochglanz-Zeitschriften. Im Zuge der zunehmenden kulturellen Überschneidungen orientierten sich zusätzlich neue und alte Magazine an Teilbereichen des Metals sowie an den Schnittstellen mit anderen Szenen. Neben Magazinen und Fanzines wie Legacy oder Iron Curtain, die sich beide den Extrem-Metal-Teilbereichen widmeten, griffen Magazine anderer Szenen wie Sonic Seducer und Visions Metal als Bestandteil kultureller Überschneidungen zu ihrer jeweiligen Kernklientel auf. Das Abebben des punktuellen Erfolges der Musik führte zur Einstellung einiger solcher Medien. Andere behaupteten sich über die partielle Hochphase hinaus am Markt und erweiterten den Kanon der gängigen Metalpresse. Als auflagenstärkste und beständigste deutschsprachige Zeitschriften gelten Metal Hammer, Rock Hard, Legacy und Deaf Forever, welches aus einer Redaktionsabspaltung vom Rock Hard nach inneren Konflikt entstand.

##### Radio, Kino und Musikfernsehen
Metal fand selbst in Phasen, in welchen die Musik als wirtschaftlicher Faktor Hochkonjunktur erlebte, nur marginal im Musikfernsehen und Radio statt. Diese Medien beschränkten sich zu einem Großteil darauf, ohnehin populäre, in den Mainstream eingedrungene Stücke zu spielen. Roccor benennt besonders Guns n’ Roses und Metallica als jene Gruppen, die zu Beginn der 1990er-Jahre einen solchen Erfolg verzeichneten. Dennoch blieb die „Kluft zwischen dem Heavy Metal als Mode und dem Heavy Metal als Kulturpraxis“ bestehen. Ein umfassendes Eindringen in den Mainstream blieb aus. Stattdessen wiederholte sich dieses Schema in dem Erfolg nachkommender Interpreten und Stilvariationen. Informationen zu Neuerscheinungen, Konzerten und neuen Künstlern erhielt die Szene kaum im Musikfernsehen.
Videoclips werden im Metal unterschiedlich arrangiert. Es werden zwei Schwerpunkte gesetzt: Einerseits narrative Videos, die eine Geschichte erzählen, andererseits performative Videos, welche die Interpreten beim Musizieren zeigen. Beide Varianten besitzen in der Szene Befürworter, welche die gegenüberliegende Darstellungsform ablehnen. Trotz des langen Bestands der Szene, der Musik und teils aufwändiger Videoclips behauptete sich Metal nicht dauerhaft im Musikfernsehen. Sackl-Sharif zufolge verschwand Metal in der Mitte der 1990er-Jahre allmählich aus dem Mainstream-Musikfernsehen. Zuvor waren Videos der NWoBHM und des Glam Metals sporadisch im allgemeinen Programm ausgestrahlt worden. Mit der MTV-Sendung Headbangers Ball fand Metal 1988 erstmals einen eigenständigen Sendezeitraum im Fernsehprogramm. Auf die Sendung folgten weitere ähnliche Formate, die sich als kurzlebig erwiesen. Der 1993 initiierte Sender VIVA bot dem Metal-Publikum die Sendung Metalla. Weitere Formate wie die RTL-Sendung Mosh oder die Tele-5-Reihe Hard ’n Heavy hielten sich nur kurzfristig Ende der 1990er-Jahre am Markt. Auf den Erfolg des Alternative Metals in den 1990er-Jahren reagierten die Musikfernsehsender mit entsprechenden Sendungen. Lücker konstatierte dennoch 2011, dass Metalbands „trotz teils aufwändiger Videoclip-Produktionen und Single-Auskopplungen […] in der Regel von den Fernsehsendern und Radiostationen gemieden“ wurden.
Demgegenüber berichten diverse TV-Magazine über besonders große Metal-Festivals, insbesondere das Wacken Open Air und das Hellfest werden häufig medial begleitet und aufbereitet. Ebensolche Aufmerksamkeit erhalten Metal-Kreuzfahrten. Insbesondere Unterhaltungs- und Kultursender wie Arte, One und ZDFneo zeigen einzelnen Künstlern oder Szenen gewidmete Dokumentationen. International entstanden diverse Dokumentationen, die sich Bands, Szenen, Teilgenren oder dem gesamten Spektrum der Musik widmeten. Der Kulturanthropologe Sam Dunn war für die genreübergreifend darstellenden Dokumentationen Metal – A Headbanger’s Journey, Global Metal sowie die ebenso ausgerichtete Serie Metal Evolution verantwortlich. Nebst solchen überblickenden Darstellungen erschienen diverse Dokumentationen, die sich auf Teilszenen konzentrierten, darunter die dem Black Metal gewidmeten Until the Light Takes Us und Once Upon a Time in Norway sowie der die Extreme-Doom-Szene der amerikanischen Südstaaten darstellende Film Slow Southern Steel.

##### Online-Medien

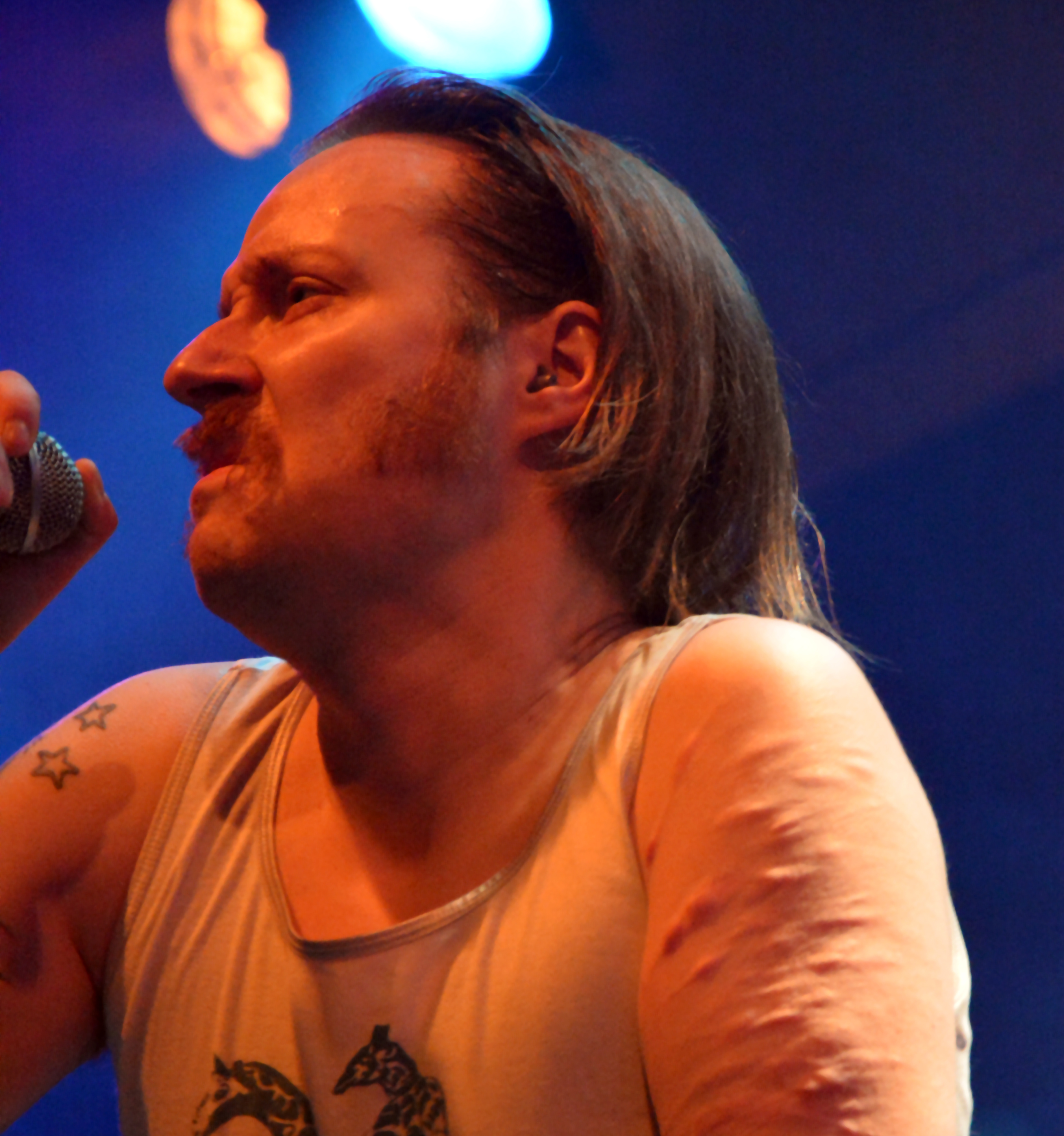
„Seuche“, Sänger der Band Fäulnis, betreibt als „Ernie Fleetenkieker“ den YouTube-Kanal Krachmucker TV

Mit der zunehmenden Verbreitung des Internets nahm die Produktion von Print-Fanzines ab und jene von Webzines zu. Webzines gelten als kostengünstigere Variante, die ein hohes Maß an Aktualität und eine größere Verbreitung ermöglicht. Populäre Webzines wie die deutschsprachigen Metal.de, Vampster und Metal4 oder englischsprachige wie Metalsucks, Cvlt Nation oder Metalinjection stehen den großen Zeitschriften gegenüber und erweisen sich für ihre Redakteure als „zeitintensives und arbeitsreiches Hobby“ oder gar als eigenes Berufsfeld. Dabei sind führende Webzines den Gegebenheiten des digitalen Marktes unterworfen. „Nur wer ein gutes Konzept, tägliche Updates und kompetente Berichte bietet, hat Chancen zahlreiche Leser an sich zu binden, und nur wer aktuell bzw. termingerecht arbeitet und hohe Zugriffszahlen aufweisen kann, wird weiterhin von Plattenfirmen und Promotion-Agenturen mit Material bemustert.“ Ebenso sind die Werbeeinnahmen, die meist dazu dienen, das Webzine aktiv und aktuell zu halten, von den Zugriffszahlen abhängig.
Neben den Webzines, die den Kanon der Metalpresse merklich ausbauten, avancierte das Internet mit dem Web 2.0 und seinen Foren und Plattformen zu einem weiteren Sammel- und Austauschfaktor der Szene. Musikgruppen können ihre Musikvideos unabhängig vom Musikfernsehen auf Videoplattformen präsentieren und Szene-Anhänger sich in Foren und sozialen Netzwerken zusammenschließen und austauschen. Ebenso förderte das Internet den Austausch zwischen Szenegestaltern wie Festivalveranstaltern, Interpreten, Zeitschriften und Online-Redakteuren. Außerdem hat die Szene mit Krachmucker TV, Der Dunkle Parabelritter, Banger TV von Sam Dunn, dem Vegan Black Metal Chef und ähnlichen Akteuren eigene YouTuber hervorgebracht.

### Rituale
Insbesondere in den heterotopischen Räumen der Szene haben sich diverse Verhaltensweisen als habitualisiertes oder als ritualisiertes Gebaren der Szenegänger herausgebildet. Neben dem Erscheinungsbild gehören besonders diese Verhaltensformen zu den Codes und Symbolen der Szene. Gerade Konzerte und Festivals weisen mit dem Stagediving und Crowdsurfing eigene Rituale auf, welche die Vergemeinschaftung innerhalb des begrenzten Raumes in Form gruppendynamischer Vertrauensübungen unterstützten und die Identifikation des Einzelnen mit der Gemeinschaft erhöhen. Weitere Tanzrituale wie Pogo und Headbangen werden mitunter als ausgelebte Aggression und Frustration im Rahmen der informellen Normen der Szene betrachtet. Als in dieser Hinsicht bedeutsame Norm gilt, dass niemand absichtlich verletzt wird und die Szenemitglieder einander vor möglichen Schädigungen schützen. Ein weiteres gängiges Tanzverhalten einiger Szene-Anhänger ist die Luftgitarre. Das Nachahmen des Spiels des Instruments wird zumeist als Ausdruck der Begeisterung für die Musik betrachtet. Als zusätzliche habitualisierte Geste gilt die Mano-cornuta-Geste, welche vielfältig positiv besetzt genutzt wird.
Ebenso wie sich die Ideale und Themen der Szene in allen Teilbereichen der Gemeinschaft in unterschiedlichen Gewichtungen ausmachen lassen, sind auch die Rituale der Szene in Subströmungen variabel und die im Folgenden beschriebenen Verhaltensformen sind weder als absolut noch ebenso als exklusiv zu betrachten. Teile der Rituale, wie der Pogo, wurden aus anderen Szenen adaptiert, andere Verhaltensformen, wie das Präsentieren der Mano-cortuna-Geste, wurden von anderen Szenen aus dem Repertoire des Metals übernommen.

#### Mano cornuta
Die im deutschen Sprachraum mitunter als „Pommesgabel“ bezeichnete Mano-cornuta-Geste, bei der Zeige- sowie kleiner Finger von einer geballten Faust abgespreizt werden, wird insbesondere während Auftritten den Musikern entgegengestreckt und rhythmisch im Takt der Musik geschwungen. Sie gilt während der Konzerte als Ausdruck der Begeisterung und des Zuspruchs. Darüber hinaus wird die Geste als Ausdruck des Gruppengefühls und der allgemeinen Begeisterung für die Musik genutzt. Szene-Anhänger präsentieren die Geste untereinander, häufig mit ironisierender Überzeichnung, als Symbol der Identität oder zur gegenseitigen Bestätigung, vergleichbar mit einem gehobenen Daumen. In diesen Verwendungen wurde die Geste von vorherigen Nutzungsformen getrennt und im Szene-Kontext mit neuer Bedeutung versehen.

#### Stagediving und Crowdsurfing
Beim Crowdsurfing wird eine Person vom Publikum über die Köpfe der vorderen Reihen hinweg gereicht. Beim Stagediving springt ein Konzertbesucher oder ein Musiker von der Bühne in die Menge, wird von dieser aufgefangen und sodann getragen und weitergereicht. Dabei gelten als interne Regeln, dass der Springer sicher vom Publikum gefangen wird, dass er sicher heruntergelassen wird und dass der Springer nicht mit den Füßen voraus ins Publikum springt. Lücker beschreibt das Stagediving als gruppendynamisches und zugleich hedonistisches Erlebnis. Einerseits stünde die subjektive Freude und Aufregung, andererseits das soziale gemeinschaftliche Erlebnis im Mittelpunkt. Stagediving und Crowdsurfing seien aufgrund des notwendigen gegenseitigen Vertrauens als ein Ausdruck des Zusammenhalts und der Gemeinschaft zu sehen.

#### Tanz

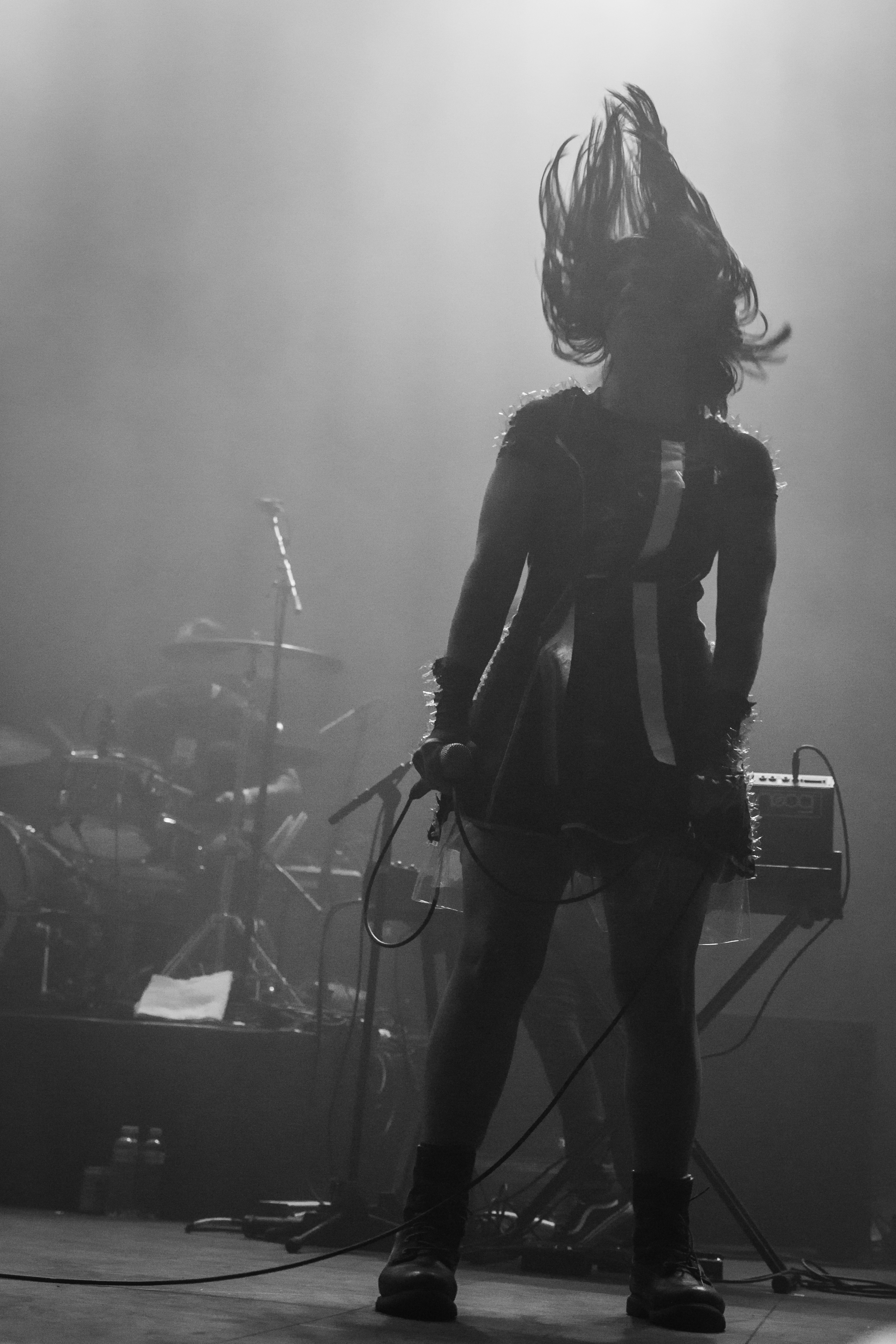
Sängerin Julie Christmas headbangend während eines Auftritts mit Cult of Luna beim Roadburn Festival im Jahr 2018

Aufbauend auf der zentralen Rolle der Musik und ihrer stimulierenden Wirkung nehmen unterschiedliche Varianten des Tanzens eine wichtige Funktion innerhalb der Szene ein. Nach Lücker hält die Musik „eine stimulierende Funktion in einer rationalisierten, differenzierten und auf Affektkontrolle ausgerichteten Gesellschaft bereit.“ Insbesondere auf Konzerten sei dies in Form einer körperlichen Teilhabe am Szeneleben, in Form von Headbanging, Luftgitarrenspiel und Varianten des Pogos zu beobachten. Dabei steige die körperliche Aktivität im Verhältnis zur Intensität der präsentierten Musik. So würden die in Bühnennähe stehenden Fans während des Erlebnisses eines Hard-Rock-Konzertes sich „durch Mitsingen, Fäuste recken, Präsentieren der Cortuno-Geste, Mitklatschen und -singen sowie Headbangen“ ausdrücken, wohingegen dieses Verhalten während eines Thrash-Metal-Konzertes um Variationen des Pogos und Stagedivings ergänzt werde.
Headbanging bezeichnet schnelle rhythmische Bewegungen mit dem Kopf im Takt der Musik. Meist wird lang getragenes Haar wehend um den Kopf geschwungen. Die Kopfbewegung wird zumeist vor und zurück, seitwärts oder im Kreis ausgeführt. Das Luftgitarrespiel ist das nachahmende Spielen auf einer imaginären E-Gitarre zur Musik. Die Haltung der Arme und Hände orientiert sich dabei an der regulären Haltung der Gitarristen, die Bewegungsabläufe orientieren sich an der Musik. Dabei ist die Luftgitarre Ausdruck der Teilhabe an der Szene. Sie funktioniere nur „in einem Regelkreis von ästhetischer Produktion und Rezeption“ von dem Gitarristen über den reproduzierenden Fan in die Szene, in der sie zum Ausdruck der Teilhabe wurde.
Beim Pogo, im Metal gelegentlich als Moshen bezeichnet, bilden die Tänzer einen Pulk, in dem sie einander an Armen und Schultern schubsen und abstoßen. Schläge und Tritte sind dabei verpönt und das Verhalten im Moshpit unterliegt einem Verhaltenskodex. „Wer hinfällt, wird hochgezogen, wer umkippt, wird über die Köpfe hinweg nach draußen gereicht. Mutwillige Schläger werden rüde zur Ordnung gerufen, genau wie Stagediver, die mit den Füßen voran ins Publikum springen.“

## Rezeption
Die Rezeption der Metal-Szene wurden in den ersten Jahren der Szeneexistenz durch Zuschreibungen unbestätigter Stereotype bestimmt. Nebst boulevardjournalistischen Artikeln zeigten besonders religiöse Gruppen ein Interesse an dem jugendkulturellen Netzwerk und urteilten die Szene ab. Presseberichte griffen die negativen Pauschalisierungen häufig auf. Weitere Auseinandersetzungen erwiesen sich als voreingenommen, pseudowissenschaftlich, einseitig und beladen mit Klischees von sexistischen, brutalen und dummen Szene-Anhängern. Mit der zunehmenden Verbreitung der Szene wandelte sich die Rezeption. Die mediale Rezeption wurde in den 2000er-Jahren gelegentlich positiv. Großveranstaltungen wurden von der allgemeinen Presse wohlwollend begleitet und medial aufbereitet. Fernseh- und Printdokumentationen über Festivals sind seither üblich. Der mit dem Max-Ophüls-Preis ausgezeichnete Dokumentarfilm Full Metal Village von Sung-Hyung Cho zählt zu den populärsten Veröffentlichungen dieser Aufbereitungs-Form. Einschneidende Ereignisse, wie der Amoklauf von Erfurt eines jugendlichen Metal-Fans, führten dennoch zur Ausgrenzung der Metal-Szene. Einige Berichte über solche Ereignisse versuchten eine Kausalität zwischen Musik, Szene und Tat zu konstruieren.

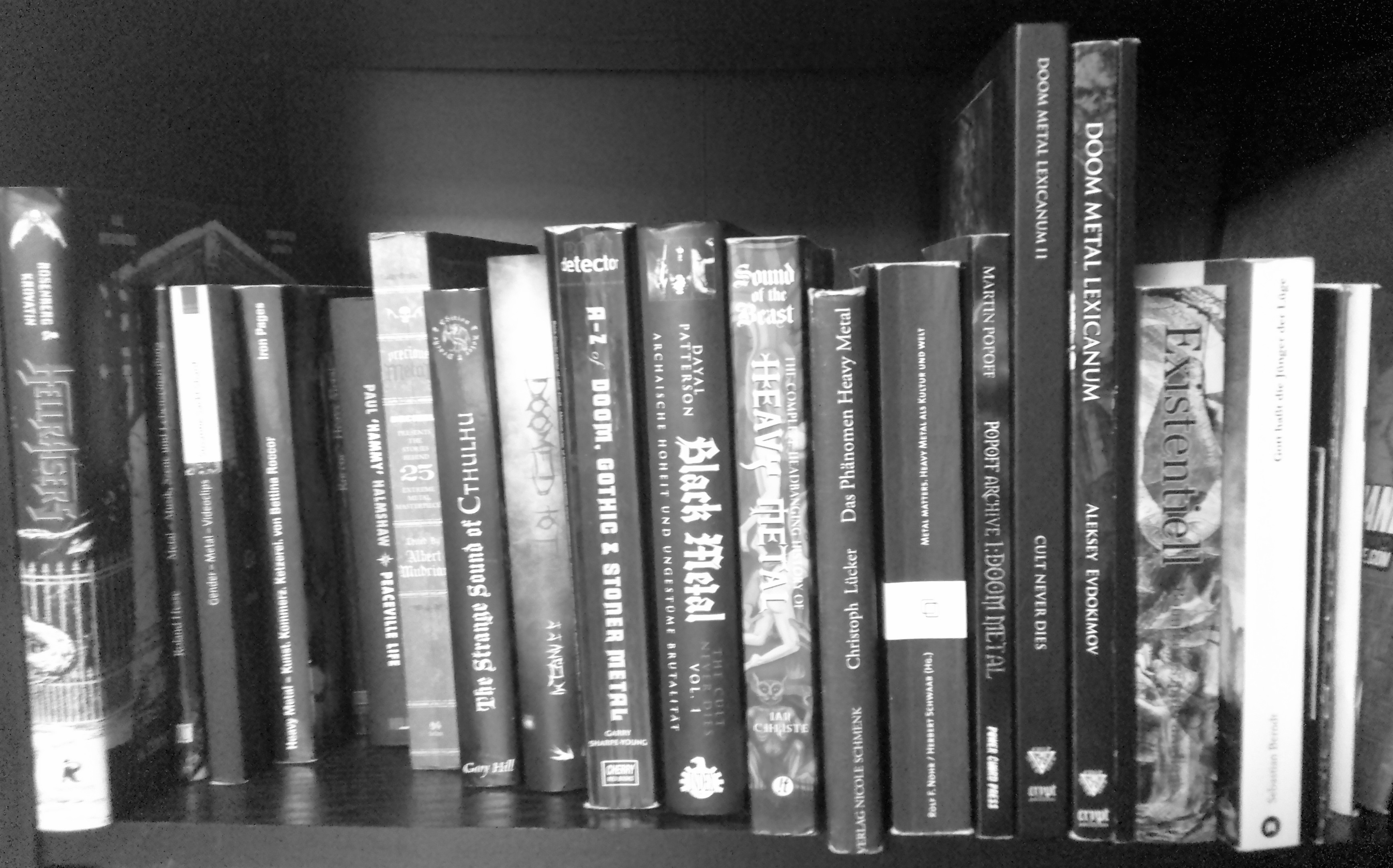
Buchrücken von Büchern mit szenespezifischem Inhalt

Wissenschaftliche Auseinandersetzungen mit soziokulturellen Aspekten des Metals gab es erstmals vereinzelt in den 1990er-Jahren, die Rezeption nahm in den 2010er-Jahren deutlich zu. Der überwiegende Teil der spezifisch am Metal interessierten Fachliteratur widmet sich der Musik, die Kultur der Szene hingegen wurde bis in die 2010er-Jahre nur selten betrachtet. Erste Ansätze kultur- und sozialwissenschaftlicher Betrachtungen lieferten die Soziologin Deena Weinstein 1991 mit Heavy Metal: A Cultural Sociology, der Erziehungswissenschaftler Werner Helsper 1997 mit dem Aufsatz Das »Echte«, das »Extreme« und die Symbolik des Bösen sowie die Volkskundlerin Bettina Roccor 1998 mit Heavy Metal: Die Bands. Die Fans. Die Gegner. und Heavy Metal – Kunst, Kommerz, Ketzerei. In den folgenden Jahren wurden zunehmend populärwissenschaftliche und kulturhistorische Werke wie das von Ian Christe verfasste Buch Sound of the Beast. The Complete Headbanging History of Heavy Metal. veröffentlicht, welches versucht, eine Gesamtgeschichte des Metals als Szene und als Musikrichtung nachzuzeichnen. Häufiger erschienen kulturhistorische Betrachtungen zu einzelnen Strömungen. Neben solchen Betrachtungen traten insbesondere die Autoren Garry Sharpe-Young und Martin Popoff mit einer Vielzahl an Büchern zur Musik in Erscheinung. Viele dieser Bücher fassten Interviews, Rezensionen oder kurze enzyklopädische Darstellungen aus ihrer journalistischen Tätigkeit zusammen.
Das Interesse an kultur- und sozialwissenschaftlichen Betrachtungen der Metal-Szene nahm ab 2010 zu. Es folgten Veröffentlichungen, die sich unterschiedlichen kulturellen Aspekten der Metal-Szene widmeten. Mit Metal Matters. Heavy Metal als Kultur und Welt der Medienkulturwissenschaftler Rolf F. Nohr und Herbert Schwaab erschien ein umfassender Sammelband zu diversen kulturellen Aspekten. Weitere spezialisierte Werke wie Queerness in Heavy Metal Music der Kulturwissenschaftlerin Amber R. Clifford-Napoleone aus dem Jahr 2015 oder Gott haßt die Jünger der Lüge des Theologen Sebastian Berndt aus dem Jahr 2012 beschäftigten sich mit Teilaspekten der kulturellen Identität. So setzt sich Clifford-Napoleone mit dem Aspekt LGBT im Metal auseinander, während Berndt die Bedeutung des alltagsrelevanten Bösen im Metal und die damit einhergehende christliche Auseinandersetzungen mit der Metal-Szene betrachtet. Mit dem durch die Religionswissenschaftlerin Anna-Katharina Höpflinger und den Musikwissenschaftler Florian Heesch herausgegebenem Methoden der Heavy Metal-Forschung: Interdisziplinäre Zugänge aus dem Jahr 2014 wurden mögliche Methoden wissenschaftlicher Untersuchungen der Metal-Szene aus interdisziplinärer Perspektive kanonisierend zusammengefasst und reflektiert. Seit Beginn der 2010er-Jahre nahm ebenso die wissenschaftliche Rezeption in Form von Fachtagen zu.